# 富士急行
富士急行株式会社（ふじきゅうこう、英: FUJIKYUKO CO., LTD.）は、山梨県・静岡県東部・神奈川県西部を中心とする地域で、運輸（鉄道・バス・タクシー・船舶）、観光、不動産、流通事業などを営む会社である。富士急（ふじきゅう、Fujikyu）の愛称で知られている。本社は山梨県富士吉田市に所在し、登記上の本店は同市の富士山駅となっている。このほか東京都渋谷区にも東京本社を置いている。東証プライム市場上場。

## 概要
1926年9月18日に富士山麓電気鉄道株式会社（ふじさんろくでんきてつどう）として設立され、1960年5月30日に現社名へ変更した。
鉄道・自動車（路線バス・高速バス・タクシー）などの運輸事業を創始とする企業であるが、現在、売り上げに占める鉄道事業の割合は5%程度である。自動車事業を合わせた運輸事業の営業収益に占める割合は2018年度3月期決算では約36%である。また、富士山や河口湖といった沿線の豊富な観光資源を背景にした遊園地（富士急ハイランド）、ゴルフ場等の観光事業の割合は約5割を占めている。創業から現在に至るまで2代目、3代目を除いて堀内一家が社長を務める同族経営である。
かつては直営で鉄道・バス・索道などの運輸事業を行っていたが、バス事業については2020年10月の富士急モビリティ発足をもって分社化を完了。鉄道事業については2022年4月より富士山麓電気鉄道（2代目法人）に分社化し、直営で残った索道事業についても翌2023年までに子会社へ全て譲渡した。この他のほとんどの事業も富士急グループに属する関係会社が担っており、富士急行本体としては事実上の事業持株会社に近い形態となっている。
なお、交通系ICカードについては2007年3月18日にバス事業でPASMOを、2015年3月14日に鉄道事業でSuicaを導入しており、富士急モビリティ分社化までは唯一のPASMO・Suica両加盟事業者であった。

初代社章
二代目社章
富士急グループロゴ（ - 2024年）
富士急グループロゴ

## 運輸事業

### 鉄道
鉄道事業は分社化された子会社の富士山麓電気鉄道（2代目法人）により運営されている。

### バス
バス事業は分社化された子会社の地域会社・グループ会社により運営されている。かつては韮崎・吉原にも営業所を置いていたほか、貸切専門の沼津貸切・鷹岡・清水・名古屋営業所、貸切専業の系列会社の御殿場自動車、貸切バス事業が中心のグループ会社「富士急平和観光」が存在した。また、沿線に大石寺があることから創価学会の団体輸送に特化した営業所「学会営業所」、主に浜松町 - 大石寺間の路線（限定乗合）を運行した系列会社「大富士開発」まであったが、創価学会と大石寺の関係悪化後にいずれも廃止・統合・廃業されている。

#### バス営業所・地域子会社
括弧内のアルファベットは営業所記号。
- 富士急モビリティ
本社営業所 (G)
  - 元の富士急行御殿場営業所。
2020年10月1日付で富士急モビリティ株式会社に移管され、本体直営のバス事業はなくなった。

湘南営業所 (M)
  - 2002年4月1日、富士急行松田営業所を分社化し「富士急湘南バス」として営業開始。神奈川県西部の足柄地区を運行エリアとする。
2024年2月1日に富士急モビリティを存続会社として吸収合併され、「富士急モビリティ湘南営業所」となる。
- 富士急バス (F)  - 旧称：富士急山梨バス
1991年1月10日、山梨県内の富士吉田・都留・大月・上野原営業所を分社化し「富士急都留中央バス」として設立。
2002年6月1日「富士急山梨バス」に社名変更。
2014年12月1日、富士急行甲府営業所を引き継いだ富士急平和観光を吸収合併する。
2019年4月1日「富士急バス」に社名変更[6]。
- 富士急シティバス (E) 
元の三島営業所・沼津営業所（静岡東統括事業所）。1995年1月6日、富士急行三島営業所を分社化して「富士急三島バス株式会社」として設立。
2002年に静岡東統括事業所の沼津地区の路線バスも移管され、担当エリアが広がったことで「富士急シティバス」に社名変更。静岡県の沼津以東地区の富士急行グループのバスは、御殿場地区を除いて富士急シティバスの担当となった。
- 富士急静岡バス (W) 
元の富士宮営業所・富士営業所・鷹岡営業所（静岡西統括事業所）。1993年1月1日、富士急行富士宮営業所を分社化して設立。
乗合バス事業から撤退した富士急グループの岳南鉄道の路線も引き継いでいる。
- フジエクスプレス
東京営業所 (T) 
1997年9月8日に東京営業所（東京事業所）を分社化して設立。高速バス・貸切バス専門の営業所であったが、港区コミュニティバス「ちぃばす」を運行受託し路線バスの運行を開始した。
横浜営業所 (H) 
元の富士急行横浜営業所で、分社化され「富士急横浜観光」となった後、フジエクスプレスに統合された。貸切バス専門の営業所であったが、2007年度から横浜市営バス134系統を引き継ぎ「横浜タウンバス」として路線バスの運行を開始した。
江戸川営業所 (P)
元の富士急行観光の営業所。2021年12月1日に吸収合併した。
埼玉営業所 (S)
元の富士急行観光の営業所。2021年12月1日に吸収合併した。

#### バスの車両

##### 概説
日野自動車と資本関係があるため、日野車の導入が多い。ただし、貸切・高速車については三菱ふそう車の導入も多かった（三菱ふそうの路線車は少ない）。CNGバス導入前後からは、日産ディーゼル（現・UDトラックス）車も勢力を拡大していた。いすゞ車はどちらかといえば少数派である。ただし、岳南鉄道バスでは日産ディーゼル車も多かったが、これは営業エリア内に日産系列の事業所（ジヤトコ）があったことも関連があるとされている。いすゞ自動車の路線車は当時沼津（営）にだけしか配置がなかったが1977年に投入されたいすゞBU04は日野車体製だった（それ以前は川崎重工製）。いすゞ高速車は少数ながら導入例がある。輸入車はヒュンダイ・ユニバースがある。また、2014年3月まではボルボ・アステローペ（組立ては日本）の屋根を取り払い、ビニール製のスライド式帆を装着したオープントップバス「KABA BUS」が河口湖駅周辺の遊覧バスとして在籍していた。
現在の乗降は後乗り前降りだが、以前日野RE100が前後ドア車と前中ドア（引き戸）車の2種類配置された時は後乗り前降りと前乗り前降りと異なる乗降が行われた。このために一部の営業所では乗り入れ限定運用があった。
車両は一部をのぞいて富士急グループのエフ・ジェイが所有者となっており、運行会社はリース扱いで使用している。大半の車両が、希望ナンバーにより車番と登録番号を合わせている。
過去には、高速・路線兼用車「ワンロマ」を導入していた。詳細は「中央高速バス#高速・路線兼用車「ワンロマ」」を参照。
自社グループ内に放送機器メーカー（レゾナント・システムズ）を有する関係で、日本では比較的早い時期に路線バスでの音声合成放送装置を導入開始している。最初に導入されたのは、当時の富士営業所で1988年の初め頃だった。

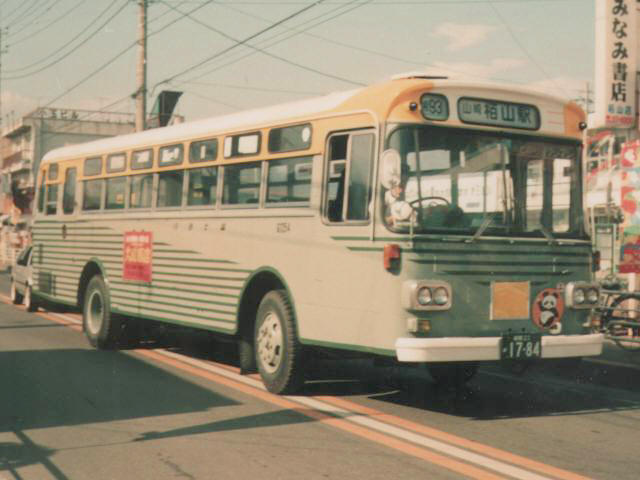
過去の車両・一般的な路線車の例（日野RE100・松田営業所）
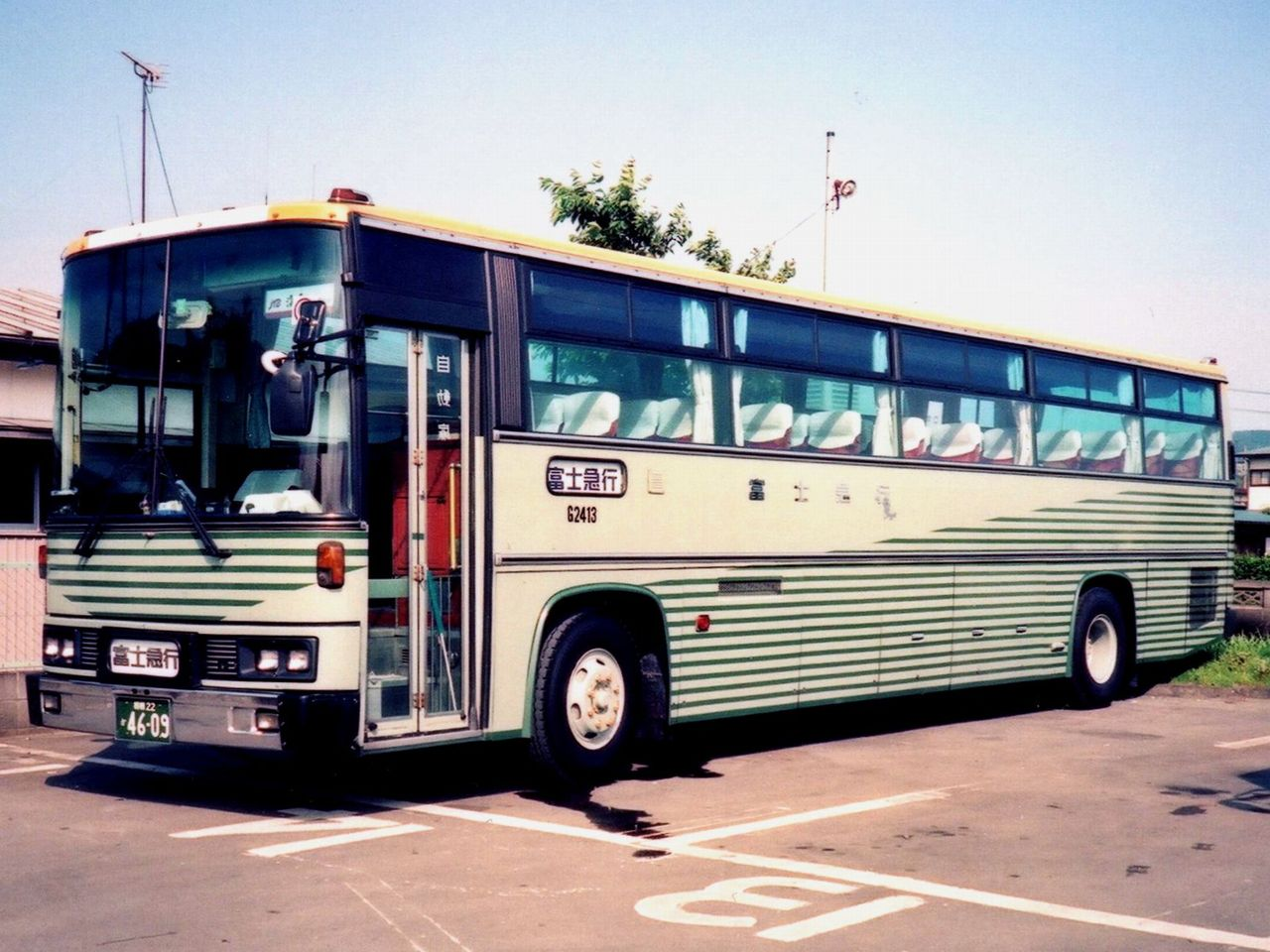
過去の車両・一般的な高速車の例（日野P-RU607A・松田営業所G2413）
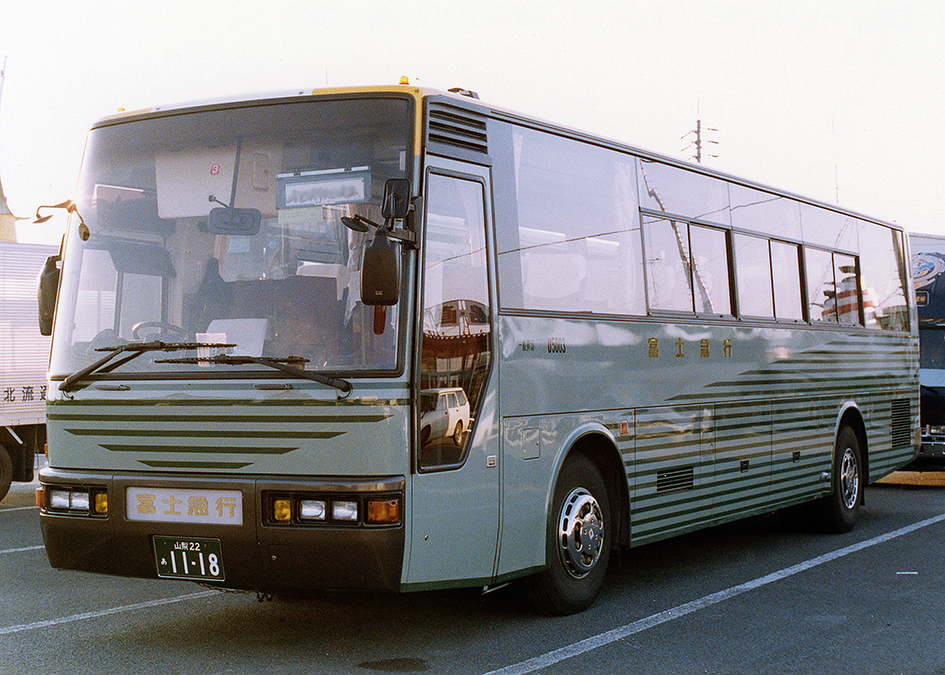
過去の車両・一般的な貸切車の例（いすゞU-LV771R・甲府営業所U5003）
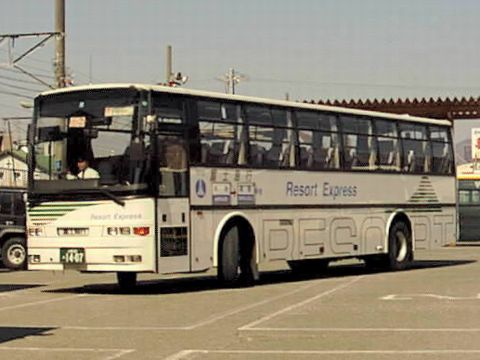
過去の車両・中央高速バスに投入された日産ディーゼル・ユーロツアー（河口湖営業所Y9702）
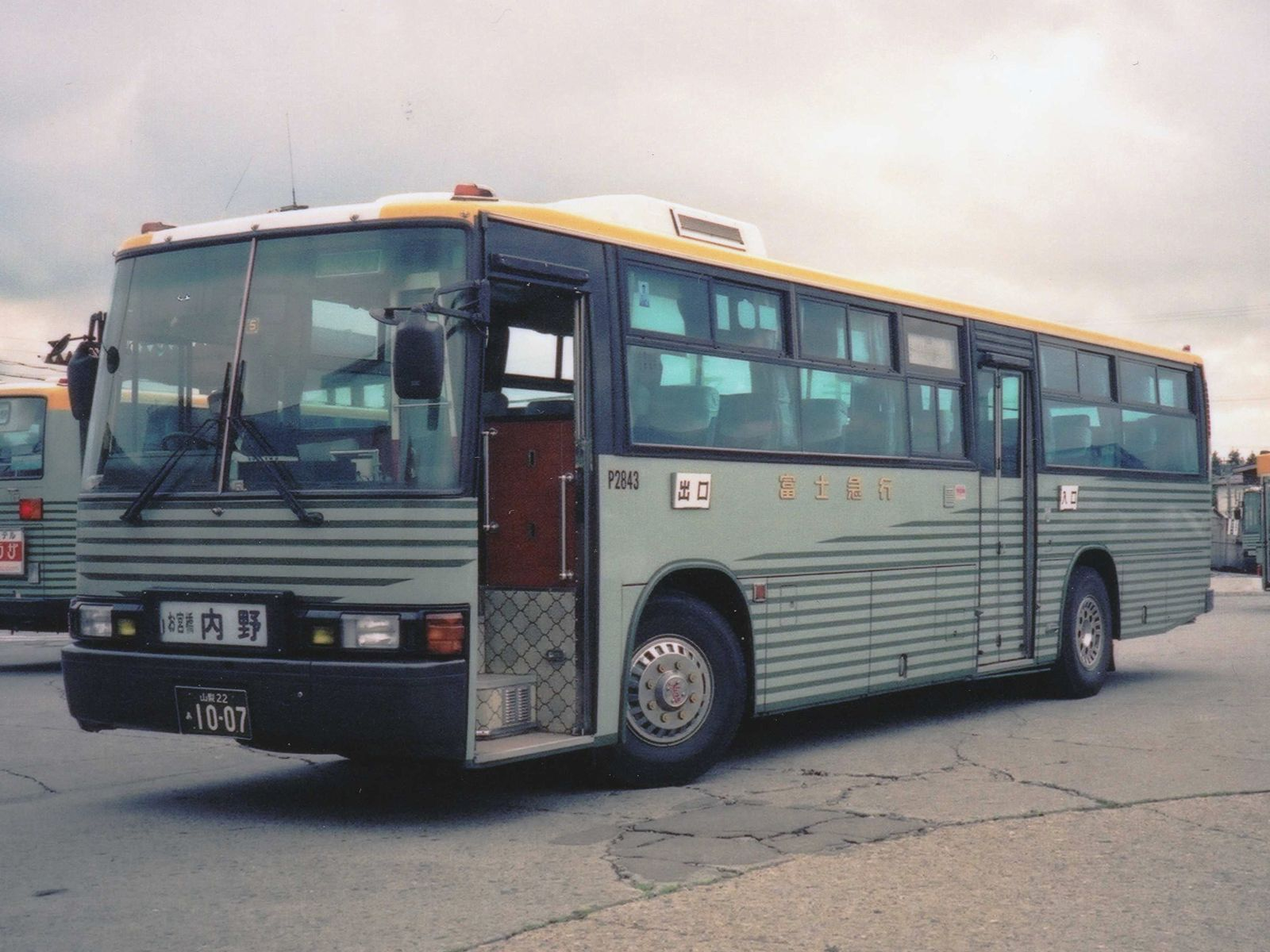
過去の車両・高速・路線兼用車「ワンロマ」（日野HU276B・吉田営業所P2843）

##### カラーリング
現在の路線車の標準色は「グリーンベルト」と呼ばれるカラーリングで、以前はほぼ全車両が「グリーンベルト」で統一されていた。「グリーンベルト」は、堀内光雄前社長時代に、富士山の景観を損ねないカラーリングにしようということで、当時流行していた赤や青ではなく緑を基調としたものを選定したものである。一方、流行とは正反対の地味なカラーリングであり、当時は垢抜けない色遣いを揶揄されることもあった。
現在の貸切車と高速車については、白地に緑2色で富士山のシルエットを表現した「Resort」（リゾートカラー）、キャラクターを描いた「Highland Dream」の2種類がメインである。「Resort」は、看板車であるボルボ・アステローペ「Resort Wind」から採用されたもので、その後しばらくはスーパーハイデッカー専用のカラーリングであったが、1997年以降はハイデッカー車にもこのカラーのものが多くなっている。「Resort」の場合、定員の数字を併記して「Resort60」というように表記することも多い。また高速車については「Resort Express」となっている。「Highland Dream」は1997年より採用されている。デザイナーはクライブ・ドブソンで、彼のオリジナルキャラクター「エディちゃん」が富士急ハイランドで遊ぶ情景をイメージしたとされている。乗務員の間の通称は「まんがバス」である。ただしキャラクター使用料を毎年支払わなければならないためラッピングを施されたり、車体更新の際に塗装変更を行い「Resort」カラーに変更されている車両が多い。「Resort」色の車両については2006年以降、社名表記の前のマークが富士急行の社章から、赤い富士山のシルエットに「Q」の字を描いた富士急行のシンボルマークに変更されている。
傍系の富士急行観光では、上半分をすべて白としており印象が異なっていた。現在は富士急行観光の車両もグループカラーのリゾートカラーに統一されており、乗車定員の数字を併記して「リゾート60」などと呼ぶ点も同一となっている。赤い富士急行のシンボルマークは記されていない。
なお、岳南鉄道の貸切車は「グリーンベルト」塗装を採用し、路線車は使用している色は同じだがパターンが全く異なるものであった。また、富士急平和観光は社名変更前はグリーンベルトのほかにオリジナルカラーも採用していた。
2017年5月に富士急グループのフラッグシップ豪華貸切バス「GRAND BLEU RESORT」（グランブルーリゾート）を導入。車両のメインボディカラーは富士山の荘厳な山肌をイメージした、このバスのために作られた「蒼富士」色で彩られ、逆さ富士を表現したオリジナルのフロントマスクや、輪郭を縁取る日光をイメージした富士山のシルエットを後方に施すなど、他に類を見ない特徴的な造形となっている。
従来より、富士急バス（旧・富士急山梨バス）本社営業所所属の高速車両に、富士急ハイランドにあるアトラクションの広告ラッピングを施したバスを運行しているが、2018年7月10日より、富士急ハイランドと「ラブライブ!サンシャイン!!」のコラボイベント『ラブライブ!サンシャイン!!　夏だ!Aqoursと!!富士急ハイランド』開催に乗じて期間限定ラッピングバスが運行された。以降、富士急ハイランドで大規模なコラボイベントが開催される際は、開催期間中のみコラボラッピングバスが運行されている。

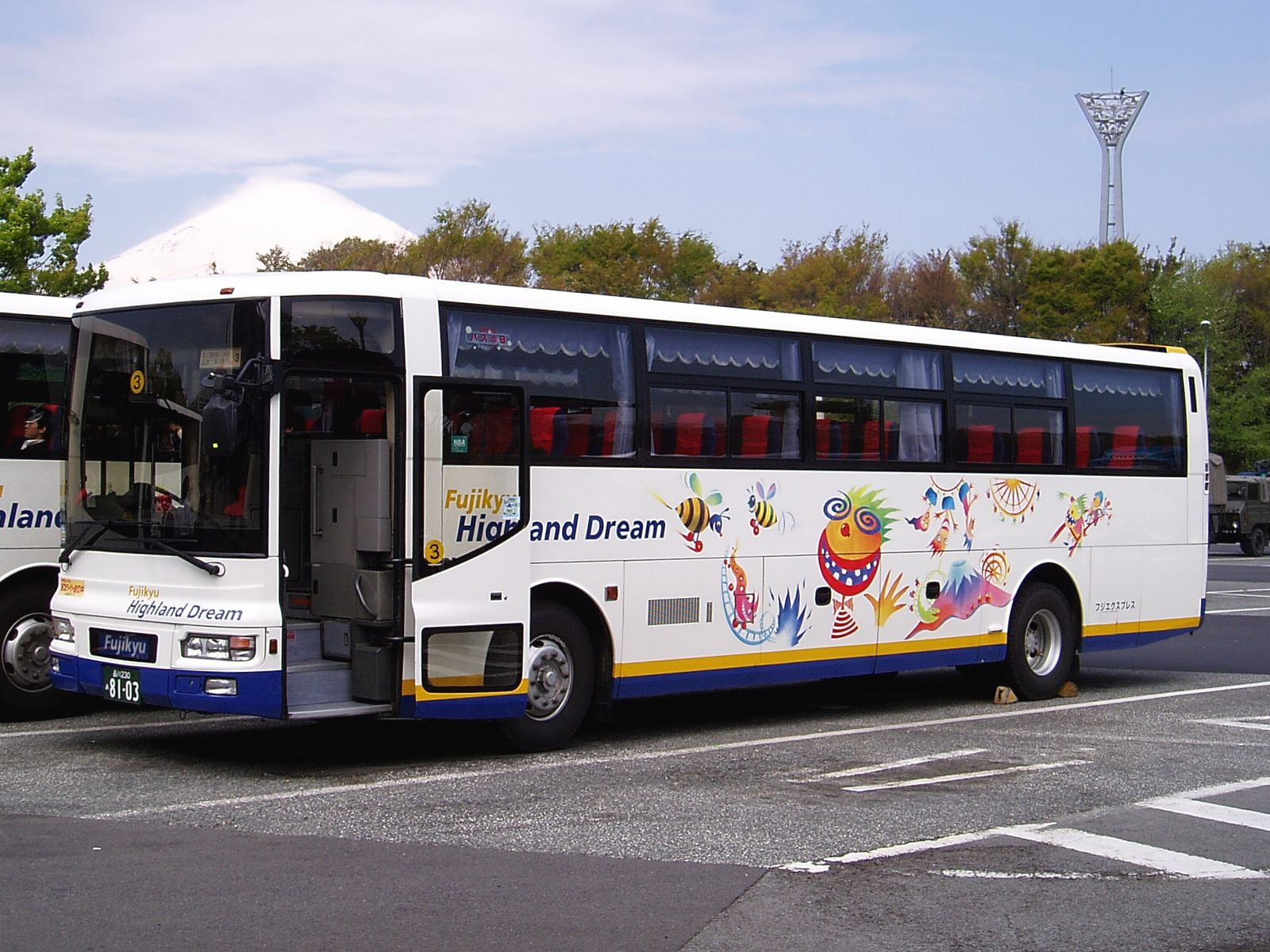
貸切バス（フジエクスプレスT8103）「Highland Dream」
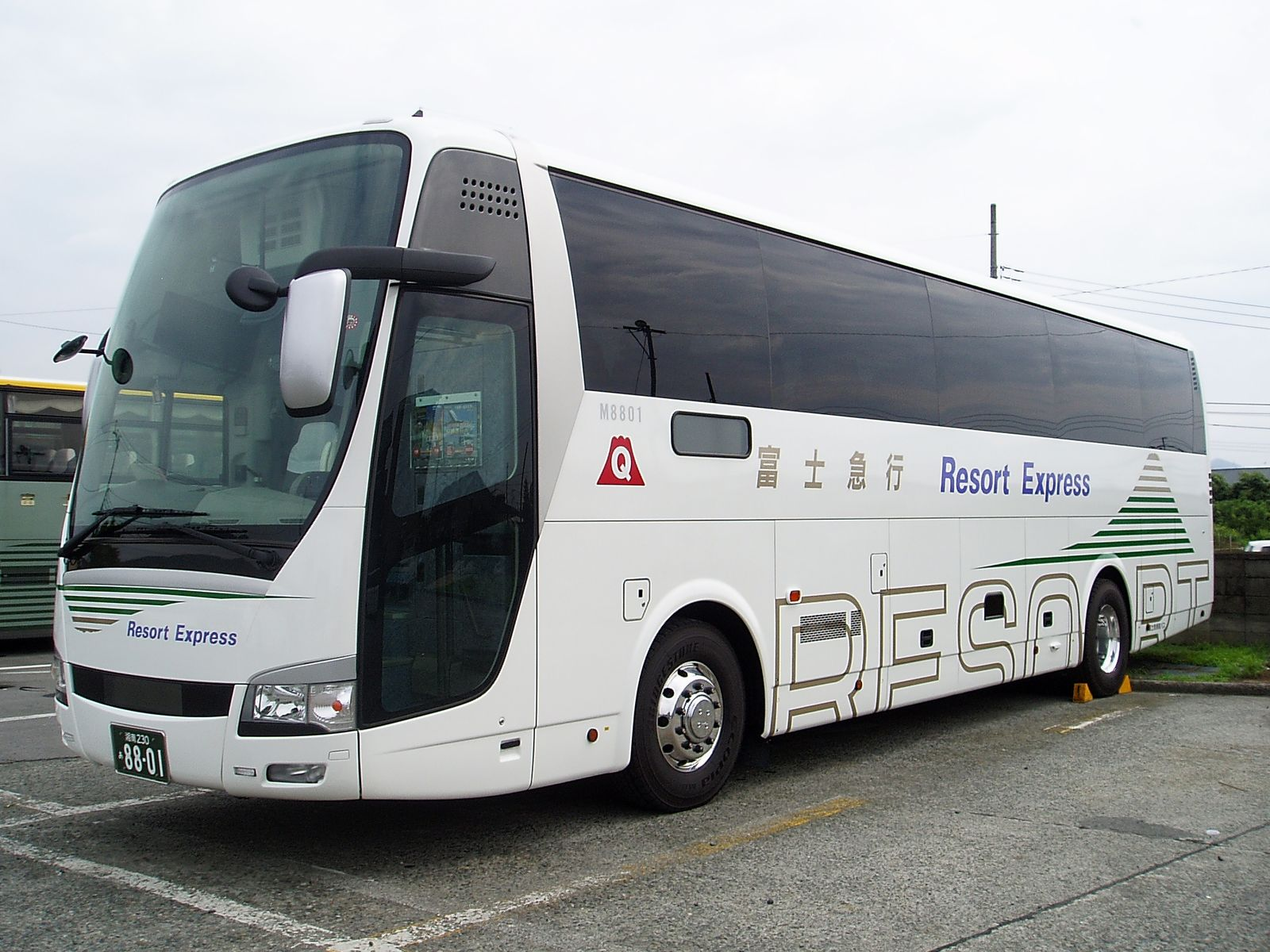
高速バス（富士急湘南バスM8801）「Resort Express」
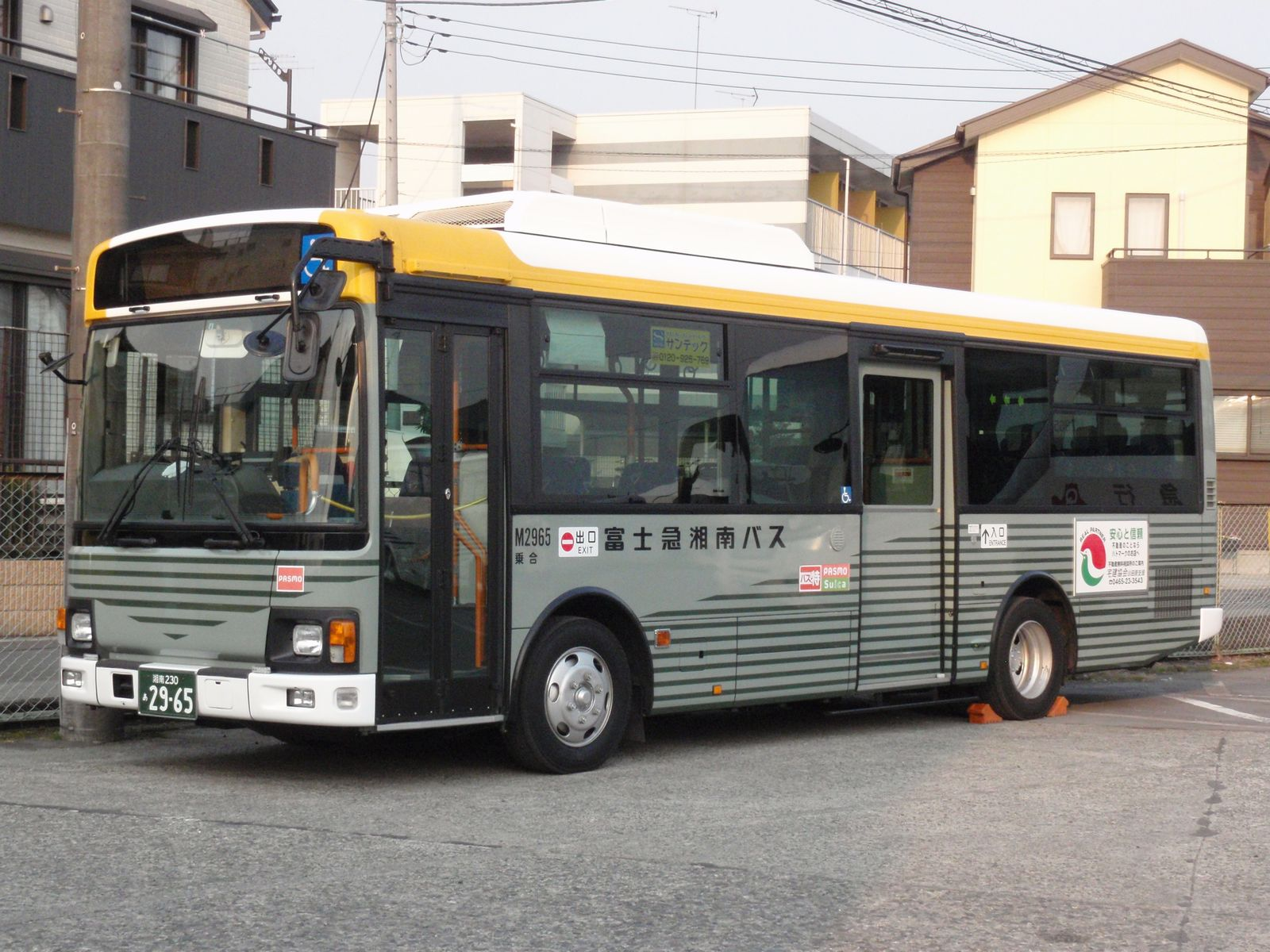
路線バス（富士急湘南バスM2965）「グリーンベルト」
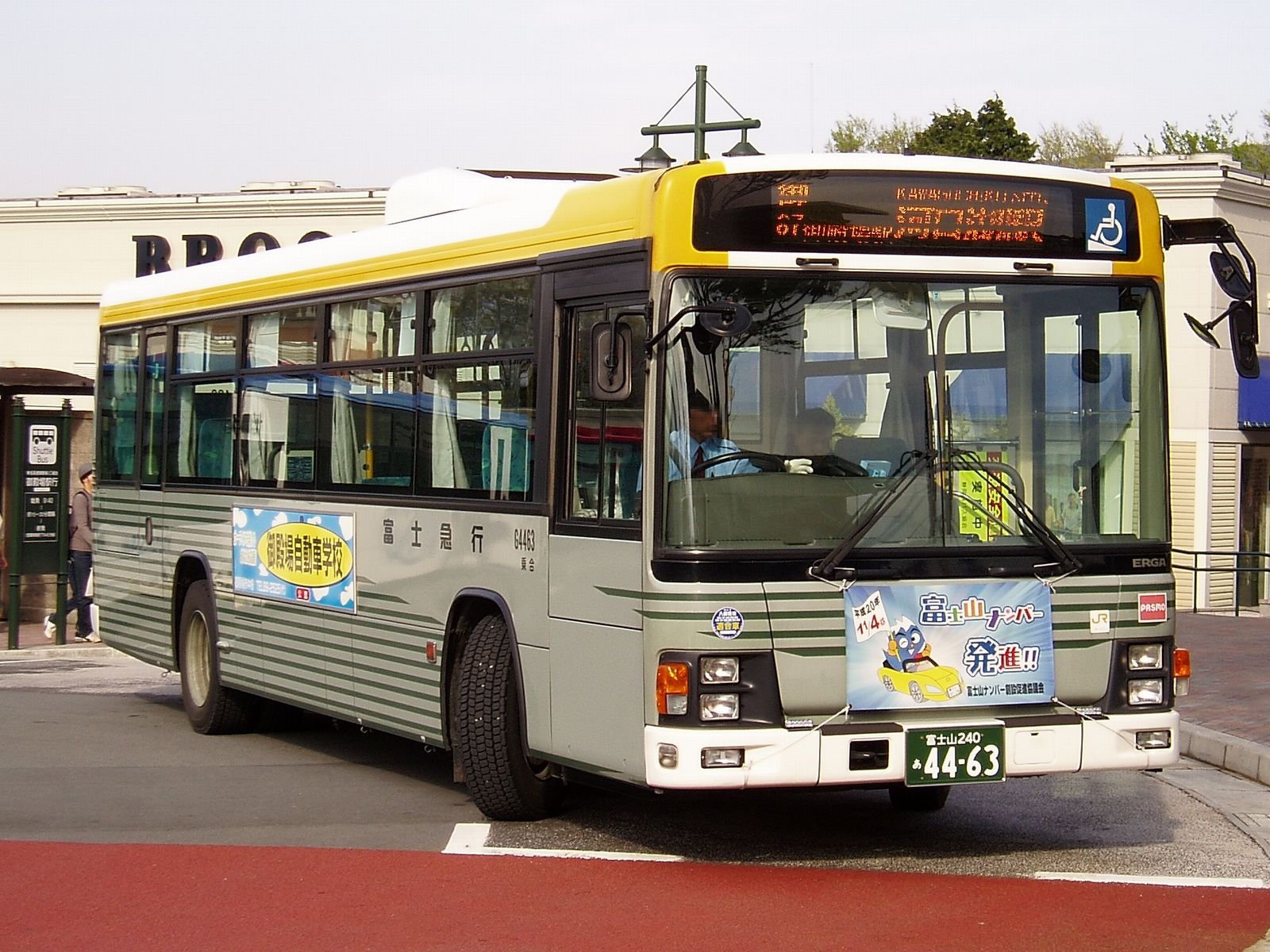
路線バス（富士急行御殿場営業所G4463）「グリーンベルト」
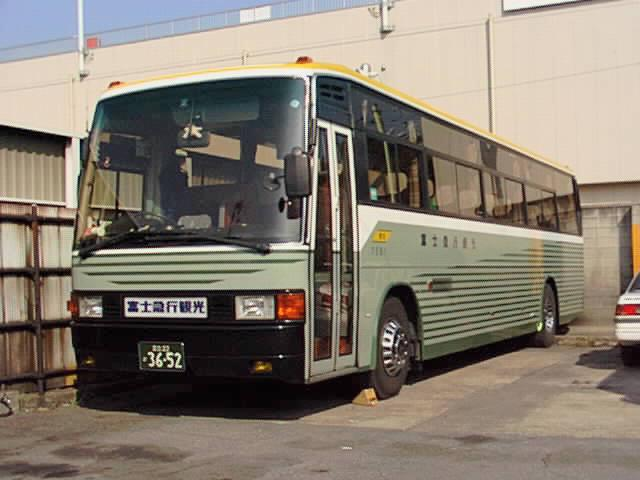
貸切バス（富士急行観光T591）「グリーンベルト」の亜流
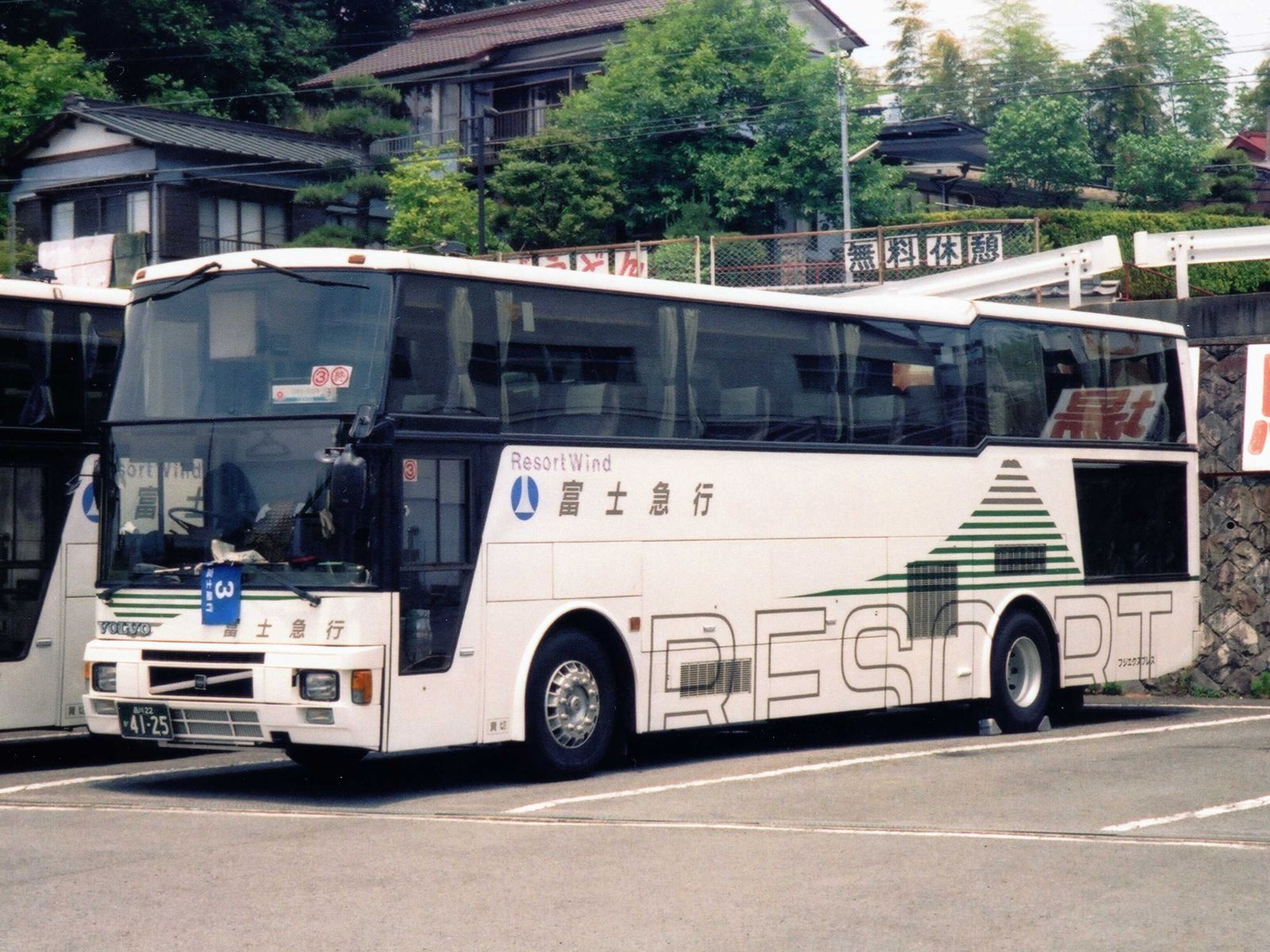
貸切バス（フジエクスプレス）「Resort Wind」かつては社名の前には社紋があった
オープントップバス「KABA BUS」
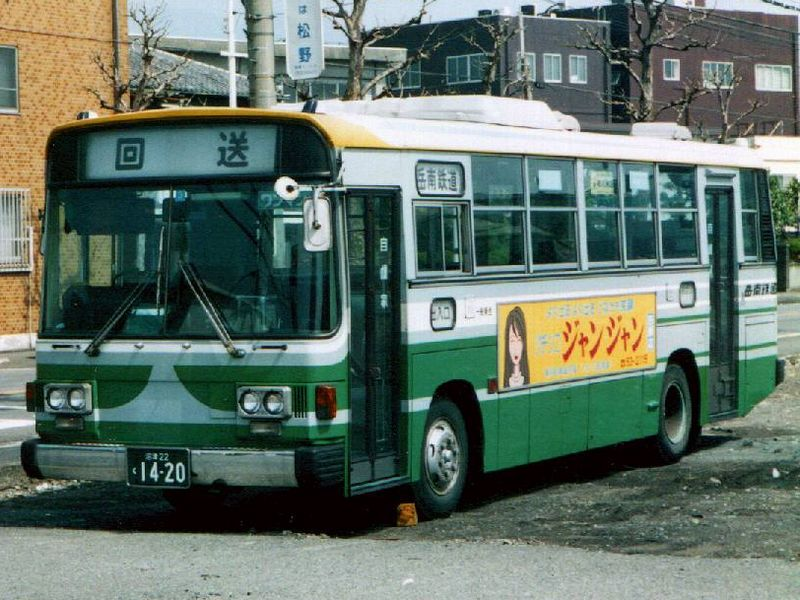
岳南鉄道オリジナルカラー（1998年3月撮影）
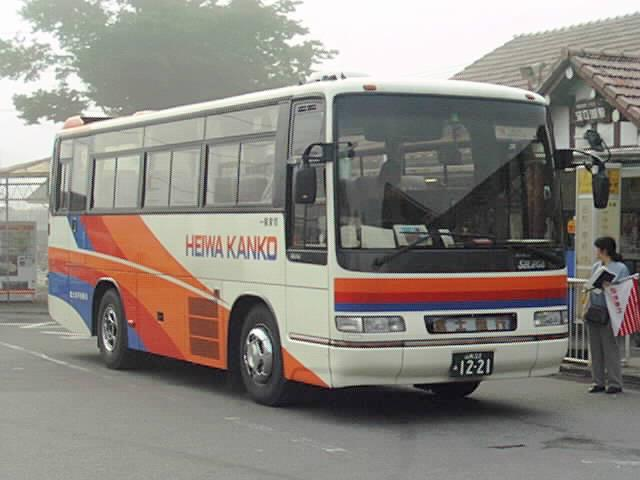
平和観光オリジナルカラー（2000年9月撮影）
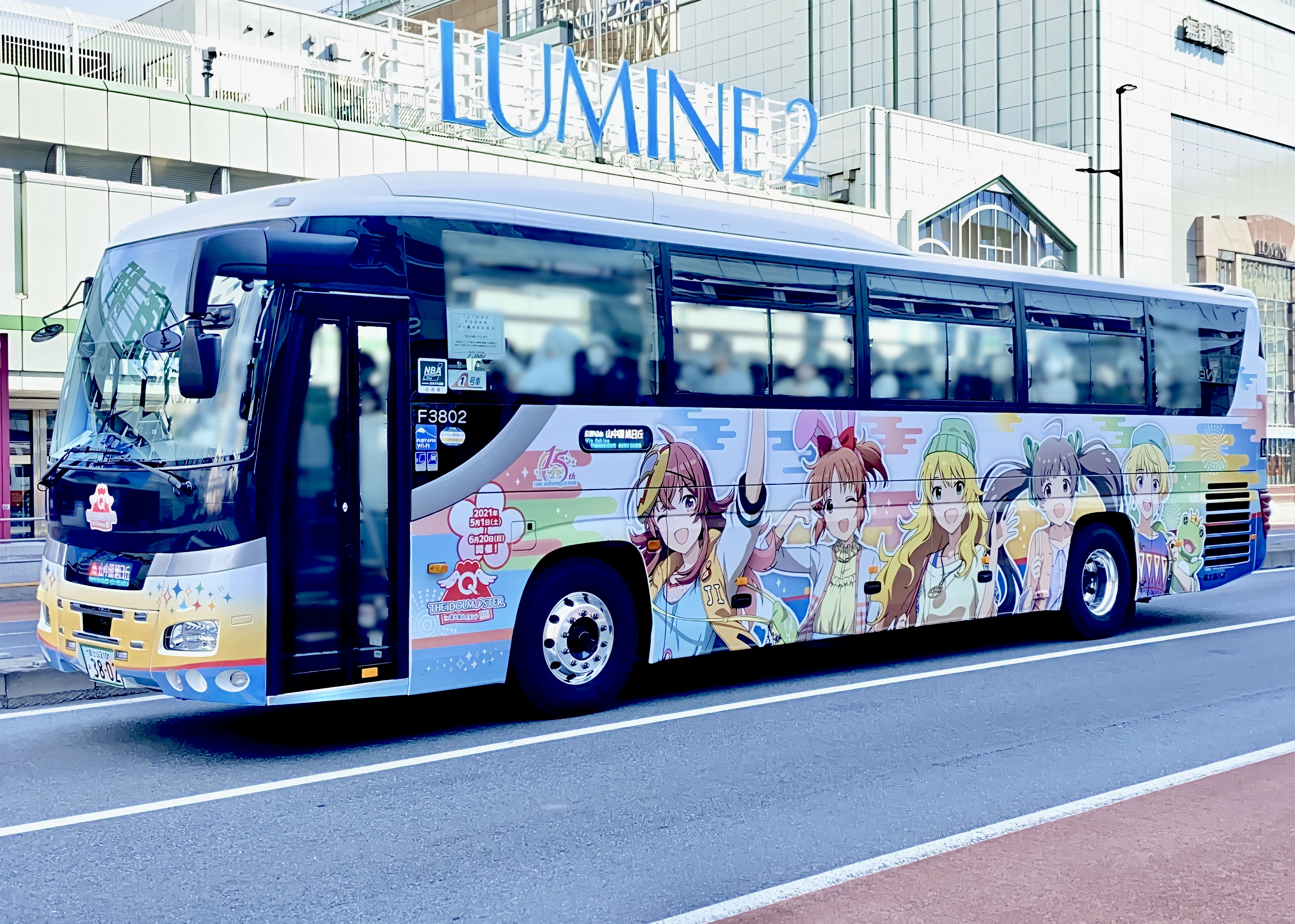
高速バス車両には富士急ハイランドでのイベントにちなんだラッピングが施されることもある（画像はアイドルマスターシリーズ）

##### 低公害バス「エバーグリーンシャトル」
富士急行グループのバスでは、1995年（平成7年）以降継続的に低公害バスを導入している。山梨県や静岡県で独自の補助金制度があることもあって、地域子会社も含めたグループ全体の台数は2009年現在天然ガスバス（CNGバス）42台とハイブリッドバス11台で、日本の民間バス事業者としては最大規模である（1社単独の場合は山梨交通が最大ユーザーである）。
富士急行では1970年代から富士山登山バスへの低公害バス導入を検討していたが、富士山登山バスは山梨県側で最大8%、静岡県側では9.6%という急な勾配の上り坂が続くという厳しい条件の路線であり、低公害と登坂性能の両立ができなかった。しかし1990年代中盤以降、ハイブリッドバスやCNGバスが登場したことを機に具体的な検討が開始された。
富士山登山バスのルートで各種試験を行った結果、走行性能が通常のディーゼルバスと比べても遜色ない・黒煙の排出がない・騒音も低いといった条件をクリアした日産ディーゼルのCNGバスが導入車両として決定した。
1995年7月24日から「エバーグリーンシャトル」と命名されたCNGバス2台が富士山麓での運行を開始した。これは都市部以外では日本で初のCNGバス導入事例であるが、当時は都市部でさえも天然ガス充填施設は限られており、富士山麓に天然ガス補給のための充填施設は存在せず、東京ガスから供給を受けたガスを、横浜市鶴見区からトラックで陸送していた。しかし1回のトラック便ではバス2台分のガスしか搬送できず、そのトラックの燃料代などがかさみ、通常のバスの約20倍ものコストがかかってしまうものになった。このため、1996年には系列会社が営業する富士急ハイランド内のガソリンスタンドに、1億1,300万円を投じたエコステーションが併設された。民間ベースでエコステーションを設置したのは富士急行が初めてであり、またガソリンスタンドに併設されたエコステーションは日本で初めてである。この年にはCNGバスは9台に増車されていた。
以降、富士登山バスを運行する営業所・地域会社では継続的に低公害バスが導入されている。特に独自の補助金制度のある山梨県内では、毎年の新車に必ず低公害車が含まれており、2005年からはハイブリッドバスの導入も開始された。2012年にはいすゞ自動車のエルガCNG車を2台、富士急山梨バスに初導入した。
CNGバスについては、低公害バス専用の「エバーグリーンシャトル」カラーになっている。この低公害バス専用カラーはハイブリッドバスにも引き継がれ、2006年以降に導入された日野ブルーリボンシティハイブリッドでも採用された。
フジエクスプレスが運行受託する東京都港区のコミュニティバス「ちぃばす」でも、初期導入車8台がCNGバスの日野・リエッセであった。「ちぃばす」では低公害バスとして、日野・ポンチョ電気バスも導入されている。

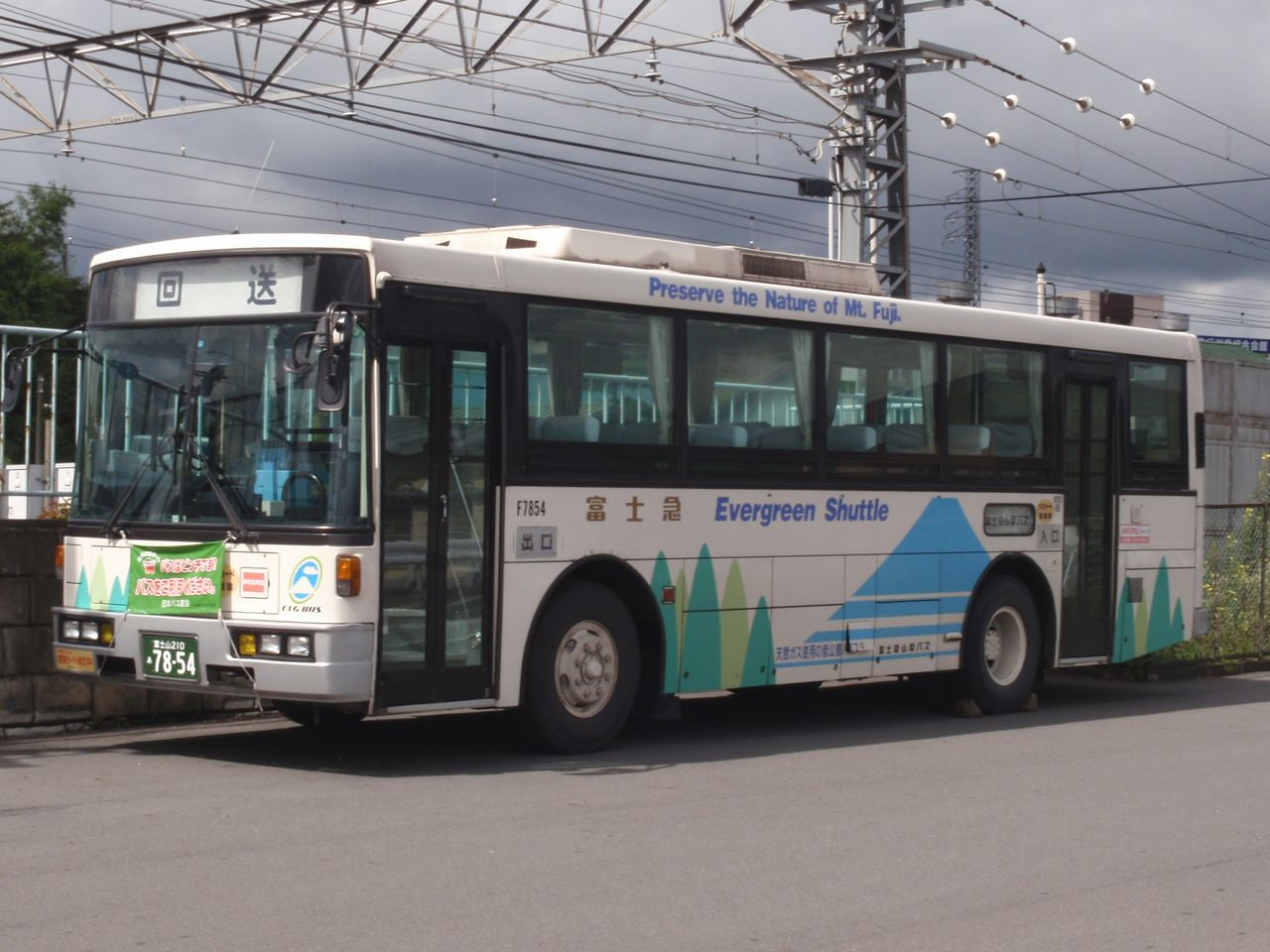
CNGバス（富士急山梨バスF7854）
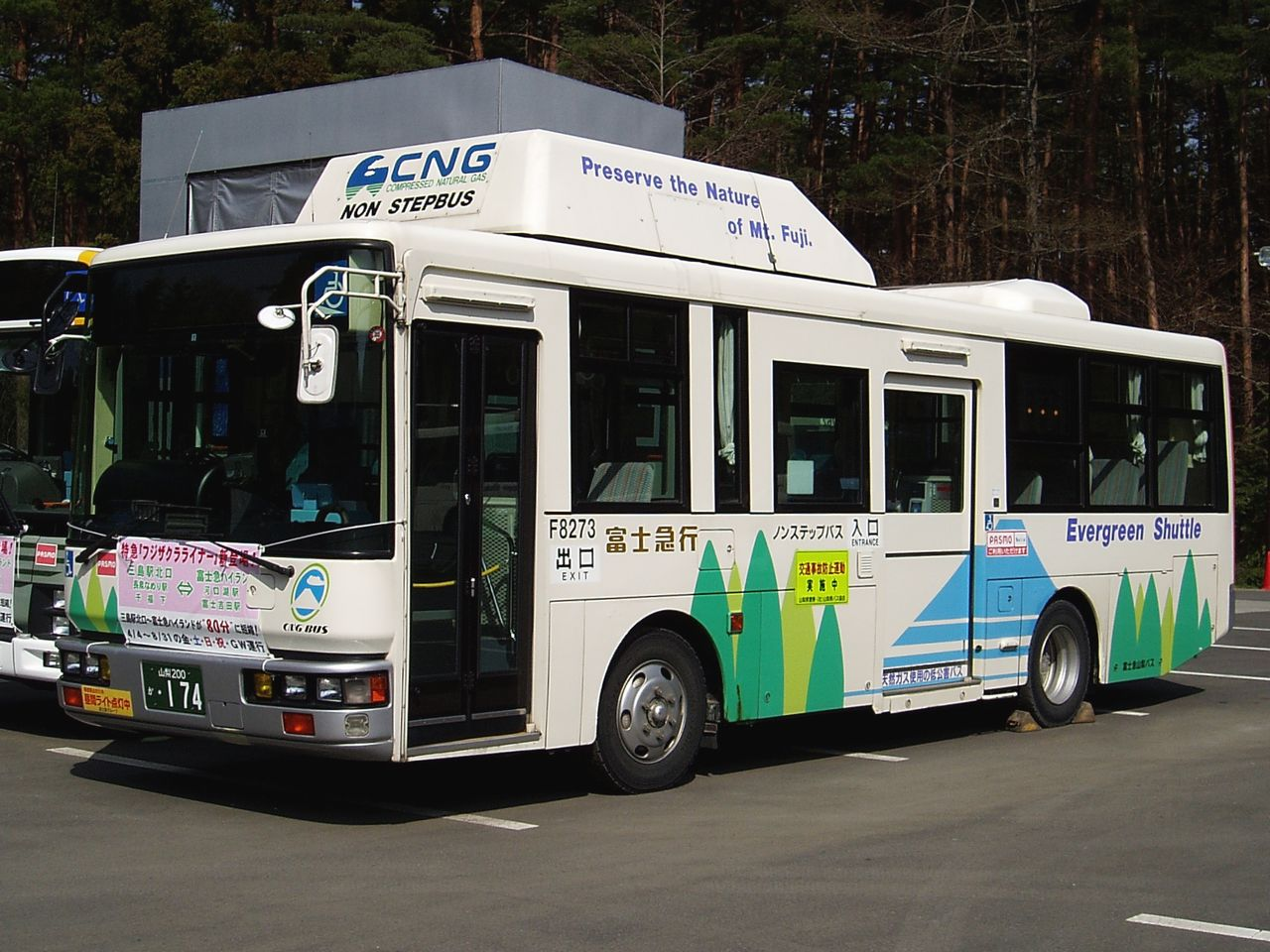
CNGノンステップバス（富士急山梨バスF8273）
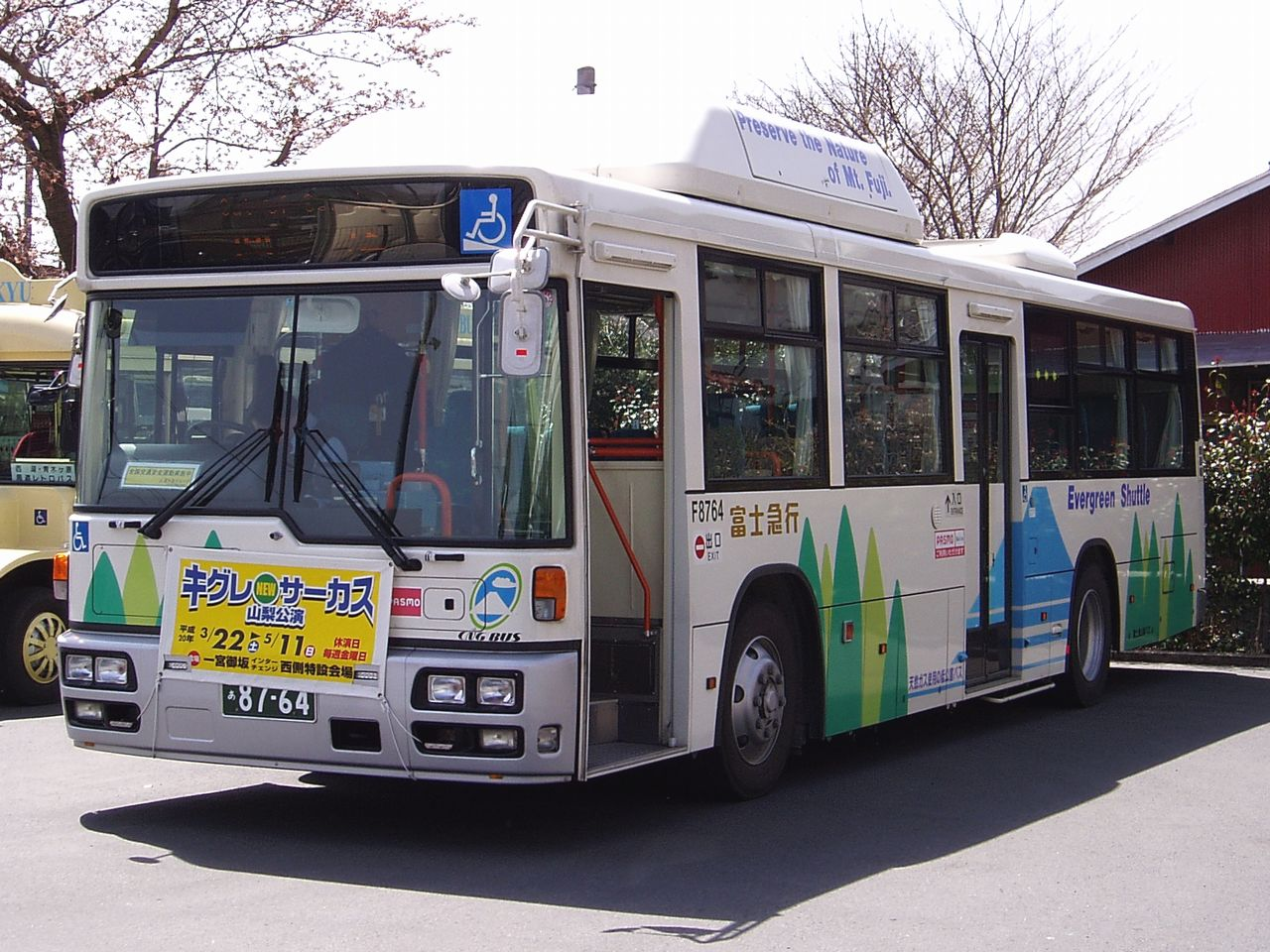
CNGバス（富士急山梨バスF8764）
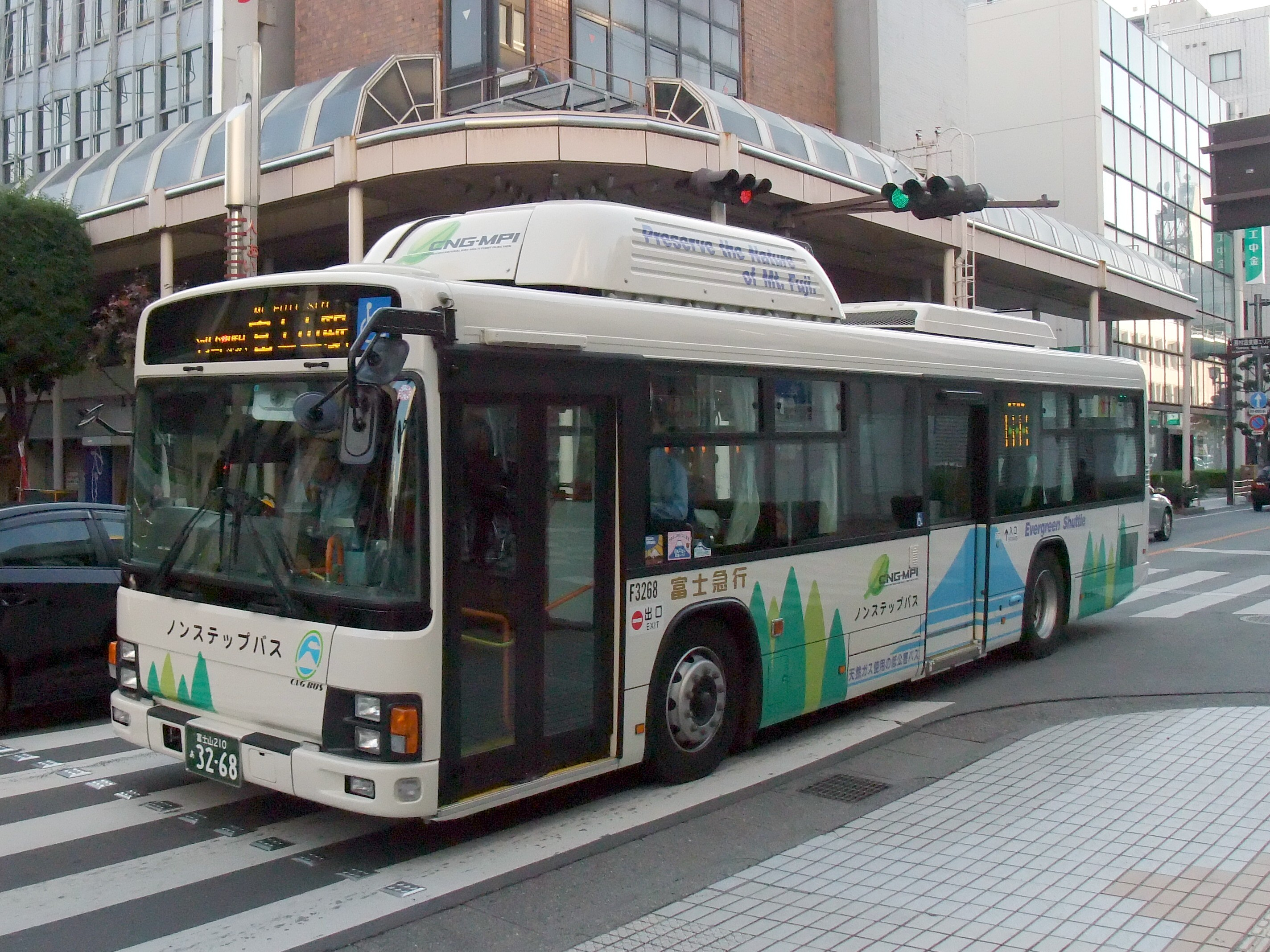
CNGノンステップバス（富士急山梨バスF3268）
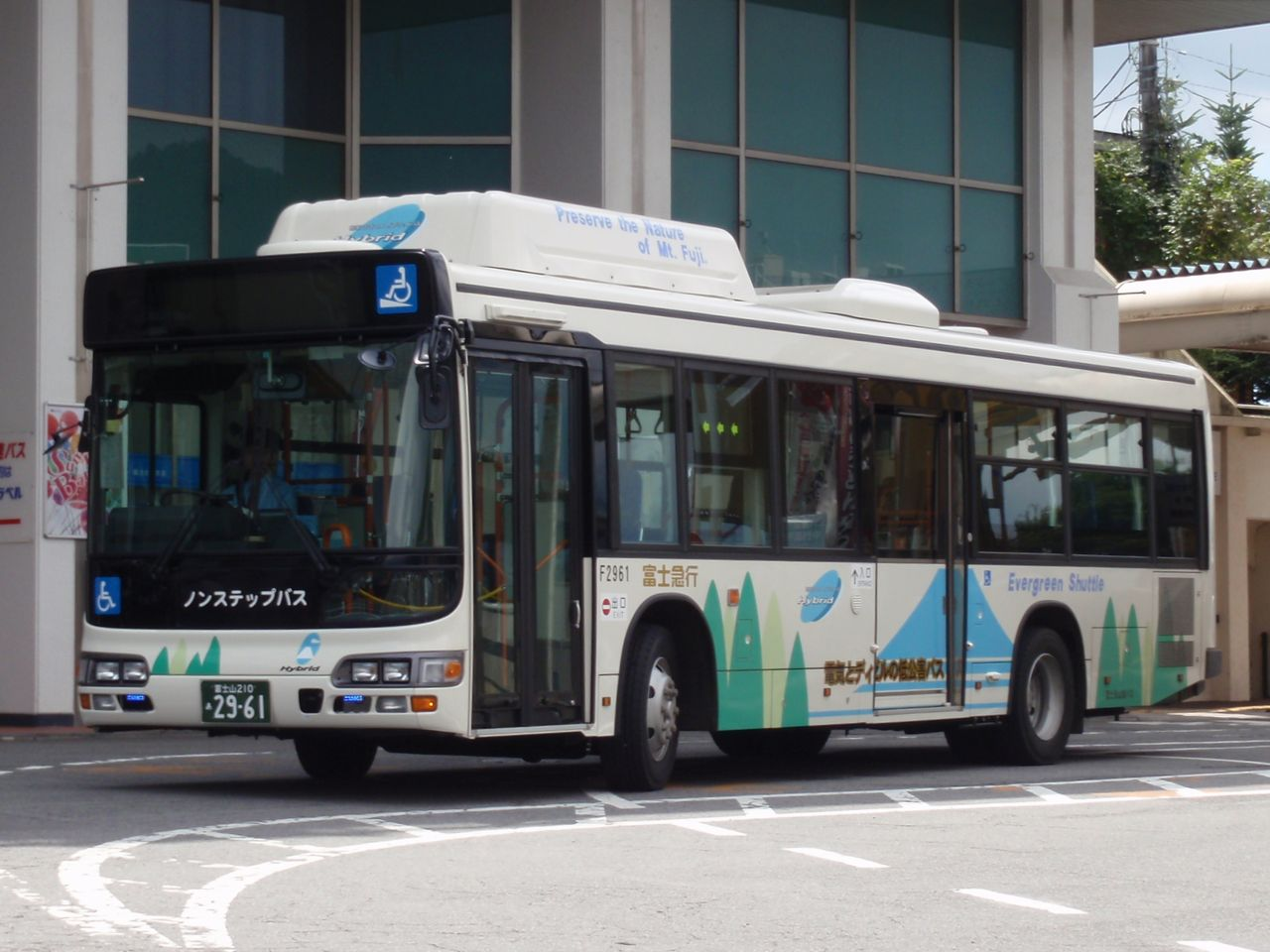
ハイブリッドバス（富士急山梨バスF2961）「エバーグリーンシャトル」
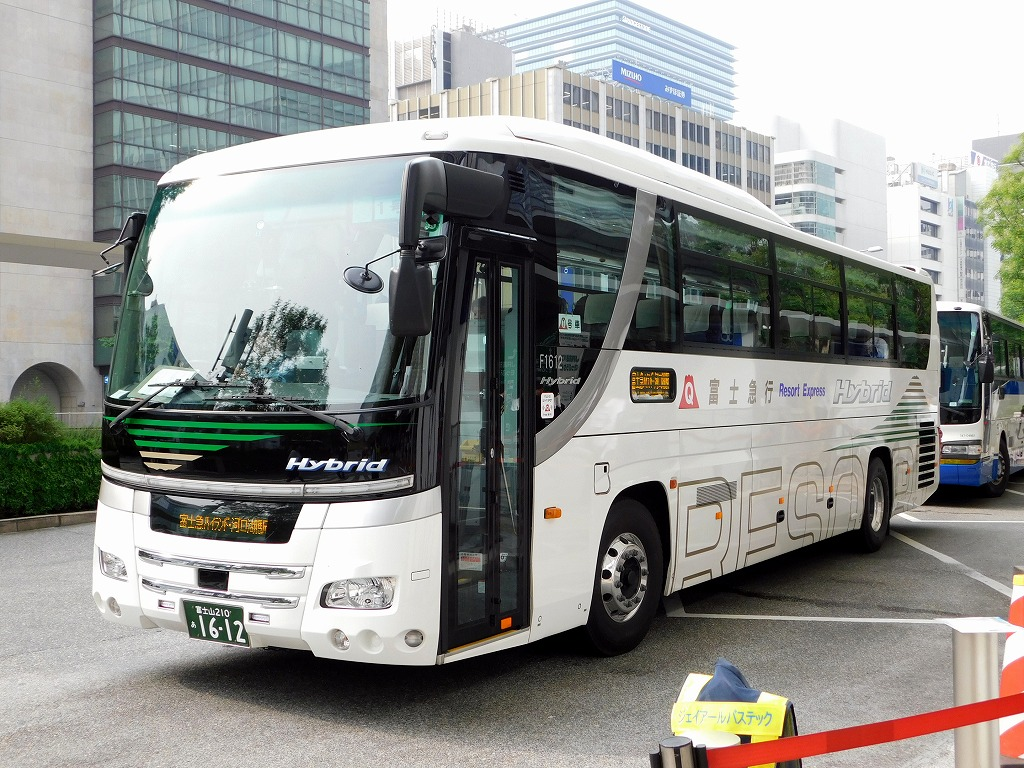
ハイブリッドバス（富士急山梨バスF1612）「リゾートエクスプレス」
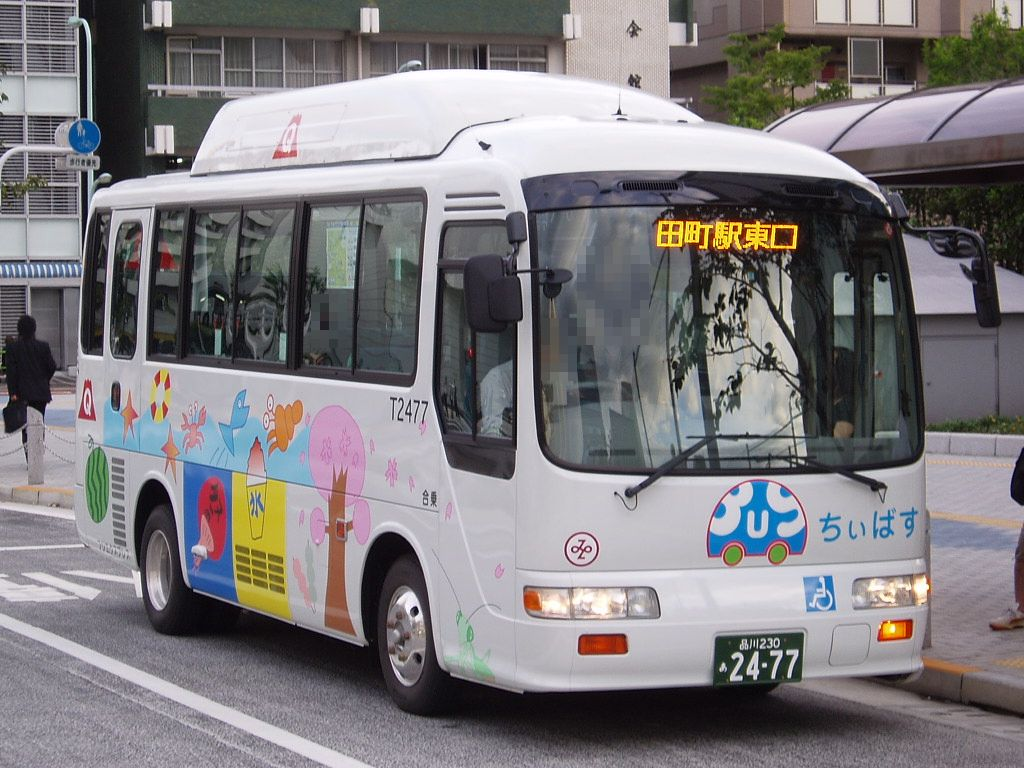
CNGバス（フジエクスプレスT2477）「ちぃばす」
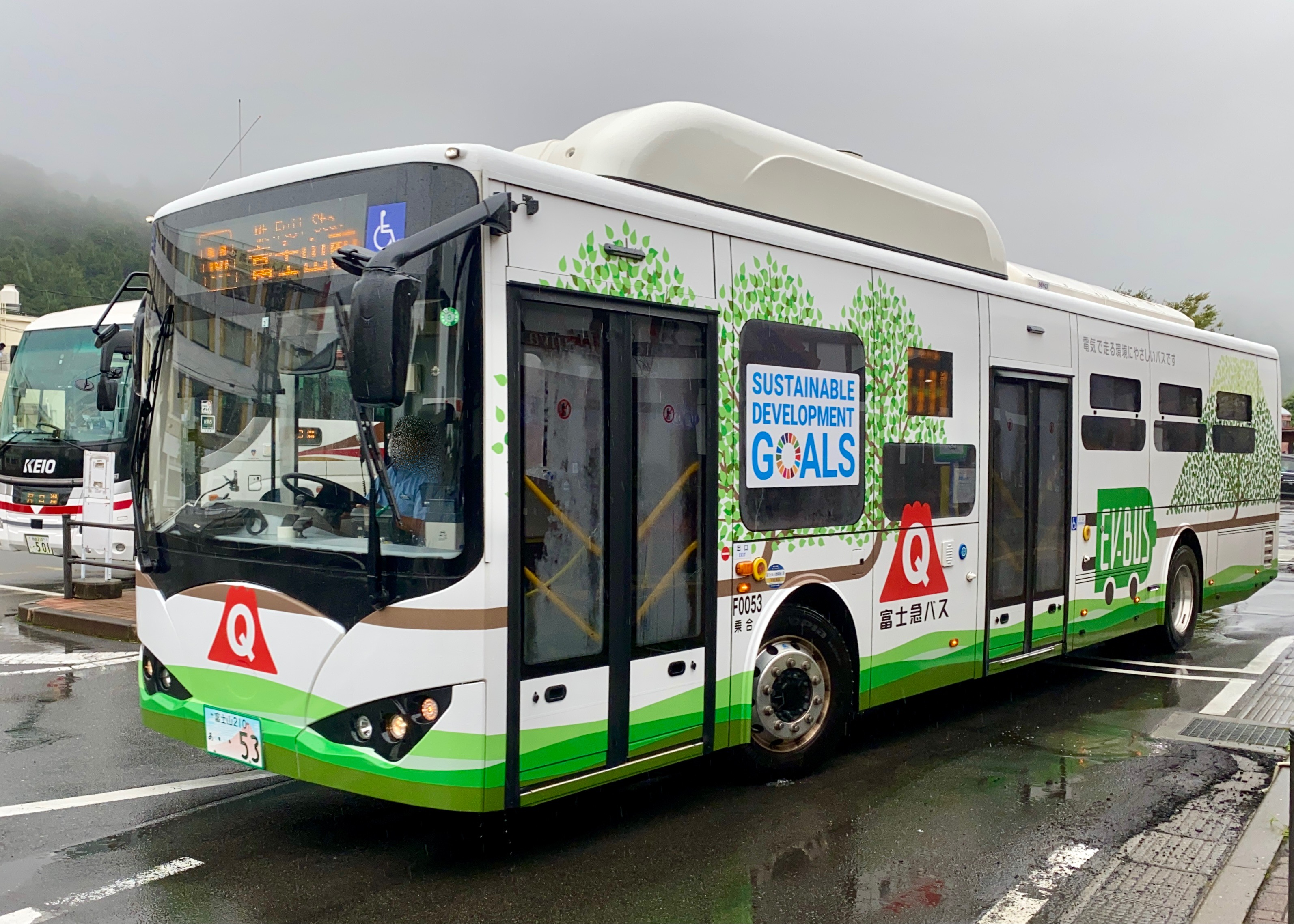
電気バス（富士急バスF0053号車）

##### 車番
富士急行観光以外のグループ各社においては、基本的には1995年以降は以下のような附番法則となっている。過去には、富士急山梨バスが富士急都留中央バスであった時期に発注した車両については独自の連番、富士急三島バス・富士急静岡バスについては登録番号で管理していた時期もあった。また、富士急行観光以外の番号は全て通し番号となっており、グループ内での番号の重複は発生せず、移籍後も頭のアルファベット以外の改番もない。
| M      | 5        | 5    | 62       |
| ------ | -------- | ---- | -------- |
| 営業所 | メーカー | 年式 | 固有番号 |

営業所
E…富士急シティバス
F…富士急山梨バス
G…富士急モビリティ
H…フジエクスプレス横浜営業所
M…富士急湘南バス
W…富士急静岡バス
T…フジエクスプレス東京営業所
メーカー
1…日野（奇数×10年代の導入。例：1990年代）
2…日野（偶数×10年代の導入。例：1980年代・2000年代）
3…いすゞ（奇数×10年代）
4…いすゞ（偶数×10年代）
5…三菱ふそう（奇数×10年代）
6…三菱ふそう（偶数×10年代）
7…日産ディーゼル（現・UDトラックス）
8…日産ディーゼル（偶数×10年）
9…トヨタ
0…輸入車
年式
西暦の下1桁。移籍車でも製造年を使用する。
固有番号
年式ごとの連番。
01 - 49…高速・貸切車
51 - 99…路線車
以上の法則により、「M5562」号車は、富士急湘南バス（富士急行松田営業所）で西暦の下1桁が5の年に導入された三菱ふそう製造の路線車12台目62号車ということになる。
富士急行観光に関しては、以下の附番法則による。富士急行グループ他社からの転入車では改番せずに営業所記号のみ変更する。
| T      | 1        | 3    | 2        |
| ------ | -------- | ---- | -------- |
| 営業所 | メーカー | 年式 | 固有番号 |

営業所
T…富士急行観光東京営業所
S…富士急行観光埼玉営業所
メーカー
富士急グループ他社と同じ
年式
2002年度までは1桁、2003年度以降の導入車両では2桁。
固有番号
年式ごとの連番。

#### 高速バス
富士急グループの富士急モビリティ、富士急バス、富士急静岡バス、富士急シティバス、富士急湘南バス、フジエクスプレスが首都圏や愛知県、京都府、大阪府の各地と岩手県、山梨県、静岡県、長野県を結ぶ路線を多数運行している。富士急行は中央高速バス運行開始当時からの事業者であった。

##### 運行中の高速バス路線
バスタ新宿・渋谷駅（マークシティ）発着
- バスタ新宿 - 富士急ハイランド・河口湖駅・河口湖自然生活館・富士山駅・山中湖・（本栖湖・富士芝桜まつり会場）
  - 特定の季節のみ河口湖駅発着の一部の便が本栖湖・富士芝桜まつり会場へ延長運転
- バスタ新宿 - 富士急ハイランド・河口湖駅・（富士山五合目）
  - 富士山登山シーズンのみ富士山五合目まで運行
- バスタ新宿 - 石和・甲府駅・湯村温泉・竜王・富士急上阿原車庫[注釈 6]
- バスタ新宿 - さがみ湖プレジャーフォレスト（季節運行）
- バスタ新宿 - 甲州市役所・山梨市役所・富士急上阿原車庫（土休日運行）
- バスタ新宿 - 茅野駅・上諏訪駅・岡谷駅[注釈 7]
- バスタ新宿 - 伊那市・駒ヶ根市・駒ヶ根車庫
- バスタ新宿・渋谷駅（マークシティ） - 裾野市内・三島駅・沼津駅・富士急沼津営業所
- 渋谷駅（マークシティ）・二子玉川駅 - 御殿場市立図書館前・富士学校前・富士急ハイランド・河口湖駅・富士山駅

東京駅発着
- 東京駅・東京駅鉃鋼ビル・東京ドームホテル - 富士急ハイランド・河口湖駅・富士山駅・山中湖
- 東京駅・六本木ヒルズ - 新富士駅・富士駅・鷹岡車庫
- 東京駅・六本木ヒルズ - 富士宮駅・富士宮営業所・白糸の滝・休暇村富士
- 東京駅・六本木ヒルズ - 裾野市内・沼津駅・沼津営業所
- 芝浦車庫・田町駅東口・六本木ヒルズ・東京駅八重洲口・東京ドームホテル - 盛岡駅西口・厨川駅・二戸駅西口・久慈駅・久慈営業所[17][18]

上記以外の東京都内発着
- 羽田空港・品川駅（港南口） - 富士急ハイランド・富士北麓駐車場・河口湖駅・富士山駅・（富士山五合目）
  - 夏季のみ一部の便が富士山五合目へ延長運転
- 秋葉原駅 - 富士急ハイランド・河口湖駅・河口湖自然生活館
- 秋葉原駅 - 御殿場プレミアム・アウトレット
- サンシャインシティプリンスホテル（池袋）・池袋駅東口 - 富士急ハイランド・河口湖駅・富士山駅
- 南町田駅・町田バスセンター・橋本駅南口 - 富士急ハイランド・河口湖駅

千葉県内発着
- 成田空港 - 富士急ハイランド・河口湖駅・富士山駅
- 海浜幕張駅・津田沼駅・西船橋駅 - 富士急ハイランド・富士山駅・河口湖駅
- 津田沼駅・西船橋駅 - 御殿場プレミアム・アウトレット
- 成田空港 - 東名御殿場IC・沼津駅北口・新富士駅・鷹岡車庫

埼玉県内発着
- 大宮駅西口・西武バス大宮営業所・川越駅西口・西武バス狭山営業所 - 富士急ハイランド・河口湖駅・富士山駅

群馬県内発着
- 関越交通渋川営業所・渋川駅・前橋駅南口・高崎駅東口 - 富士急ハイランド・河口湖駅（季節運行）

神奈川県内発着
- 横浜駅西口 - 御殿場駅・富士急ハイランド・河口湖駅・（富士山五合目）
  - 夏季のみ一部の便が富士山五合目まで延長運転
- 横浜駅西口 - さがみ湖プレジャーフォレスト（季節運行）
- 横浜ロイヤルパークホテル・横浜駅東口 YCAT - 御殿場プレミアム・アウトレット
- 日吉駅・センター北駅・たまプラーザ駅・市が尾駅 - 御殿場プレミアム・アウトレット
- 日吉駅・センター北駅・たまプラーザ駅・市が尾駅 - スノータウンYeti・ぐりんぱ（季節運行）
- 日吉駅・センター北駅・たまプラーザ駅・市が尾駅 - 富士急ハイランド・河口湖駅・（富士山五合目）
  - 夏季のみ一部の便が富士山五合目へ延長運転
- 藤沢駅北口・辻堂駅北口・本厚木駅 - 富士急ハイランド・河口湖駅
- 国府津駅・新松田駅 - 富士急ハイランド・河口湖駅
- 国府津駅・新松田駅 - スノータウンYeti・ぐりんぱ（季節運行）

静岡県内発着
- 静岡駅・清水駅  - 富士急ハイランド・河口湖駅
- 富士山富士宮口五合目 - 富士宮駅・静岡駅（季節運行）
- 三島駅  - 富士急ハイランド・河口湖駅
- 御殿場駅  - 富士急ハイランド・河口湖駅
- 御殿場プレミアム・アウトレット  - 富士急ハイランド・河口湖駅

愛知県内発着
- 名鉄バスセンター - 富士急ハイランド・河口湖駅・富士山駅

京都府・大阪府内発着
- 天王寺駅（あべのハルカス）・OCAT・大阪駅前・京都駅八条口 - 東静岡駅・富士駅・富士宮駅・富士急ハイランド・富士山駅・河口湖駅
- OCAT・大阪駅前・京都駅八条口 - 新富士駅・沼津駅・御殿場駅・小田原駅

##### 休止・廃止された高速バス路線
- 中部国際空港 - 富士・沼津
- 沼津駅 - 新松田
- 吉原中央駅 - 新静岡（静岡鉄道と共同運行）
- 沼津駅 - 新静岡（静岡鉄道と共同運行）
- 沼津駅 - 京王八王子高速バスターミナル「スキッパー号」（京王帝都電鉄と共同運行）
- 甲府 - 小諸線
- 甲府 - 上諏訪
- 東京ライナー 旭日丘バスターミナル → 山中湖 → 富士学校 → 御殿場駅 → 東京駅
- 三島駅北口・長泉なめり駅 - 富士急ハイランド・河口湖駅・富士吉田駅「フジザクラライナー」
- 成田空港 - 小田原駅・大雄山駅・松田車庫 （京成バスと共同運行）
- 羽田空港・横浜駅東口 - 東名沼津・新富士駅・鷹岡車庫・富士宮駅 （京浜急行バスと共同運行）
- 南大沢駅・京王多摩センター駅・聖蹟桜ヶ丘駅 - 富士急ハイランド・富士山駅・河口湖駅（土休日運行）[注釈 8]（京王バス南と共同運行）
- 富士急ハイランド・河口湖駅 - 松本バスターミナル・安曇野スイス村（季節運行）
- 富士山駅・河口湖駅・富士急ハイランド・富士駅南口 - 福井駅東口・小松駅東口・金沢駅前（週3日運行）
- 富士山駅・河口湖駅・富士急ハイランド・東静岡駅 - 小倉駅前・西鉄天神高速バスターミナル・博多バスターミナル[19]
- 富士山駅・河口湖駅・富士急ハイランド - 平湯温泉・高山濃飛バスセンター（濃飛バスの単独運行化）

#### 路線バス
富士急グループの富士急モビリティ、富士急バス、富士急静岡バス、富士急シティバス、富士急湘南バス、フジエクスプレス、富士急山梨ハイヤーが山梨県、静岡県東部、神奈川県小田原地区・横浜市、東京都港区（港区コミュニティバスちぃばす）で路線バス事業を展開している。

富士急グループのバスでは、PASMO、Suicaおよび全国相互利用サービスに対応する交通系ICカードが利用可能。かつては富士急グループ共通の磁気式バスカードも存在したが、PASMO導入により廃止された。バス共通カードは富士急湘南バス・フジエクスプレス134系統のみ利用可能だった。

### 索道
山梨県南都留郡富士河口湖町で「〜河口湖〜 富士山パノラマロープウェイ」、福島県二本松市で「あだたら山ロープウェイ」を直営していたほか、スノーパーク イエティ・さがみ湖リゾート プレジャーフォレスト・あだたら高原スキー場における特殊索道（リフト）も運営していた。
2023年4月にスノーパーク イエティの索道をピカへ、同年6月には残る索道も富士山麓電気鉄道・相模湖リゾート・富士急安達太良観光へそれぞれ事業譲渡し、本体直営の索道事業は無くなった。

## コラボレーション

### きかんしゃトーマス
富士急ハイランド内に『きかんしゃトーマス』の屋外型テーマパーク「トーマスランド」があることから、富士山麓電気鉄道において『きかんしゃトーマス』とコラボレーションした列車を運行している。2020年3月12日には富士急ハイランド駅が「富士急ハイランド〈トーマスランド〉駅」としてリニューアルオープンした。また『きかんしゃトーマス』のラッピングバスもある。
また『きかんしゃトーマス』コラボ関連で、以下の鉄道会社との連携企画も行っていた。
- 京阪電気鉄道 - 大手私鉄。2000年代より『きかんしゃトーマス』に関連する列車を運転していることから、富士急と共同企画でスタンプラリーを実施した時期があった[25]。
- 大井川鐵道 - 2010年代より『きかんしゃトーマス』に関連する列車を運転していることから、年1回、富士急・京阪との3社の共同企画でスタンプラリーを実施した時期があった（2年目以降は富士急と京阪の共同企画に合流する形で参加）。

### リサとガスパール
富士急ハイランド内に「リサとガスパール タウン」があることから、ラッピング車両（電車・バス）が運行されている。2019年3月15日より6000系電車1編成を、リサとガスパールの2人の誕生20周年を記念して「リサとガスパールトレイン」に改装して運行している。

### NARUTO・BORUTO
2019年7月26日、富士急ハイランド内に「NARUTO×BORUTO 富士 木ノ葉隠れの里」がオープンしたことから、ラッピング車両（電車・バス）が運行されている。

## 富士急グループ
富士急グループ（ふじきゅうグループ）は、富士急行株式会社（富士急）を中心としてその連結子会社35社並びに持分法適用関連会社3社で構成する企業グループで、山梨県東部・富士五湖地方を中心に静岡県東部・神奈川県西部界隈を主な事業エリアとして運輸・行楽・サービス・不動産業を展開する。日本の富士山地域における鉄道・バスなどの運輸業を基盤とし、遊園地「富士急ハイランド」を旗艦事業として行楽・サービス業などを展開している。
主たる事業エリアの特徴を一言で表すと「富士山」であり、富士山登山客輸送を企図した交通事業が端緒にあって鉄道・バス事業を手広く行っているが、遊園地・ホテル・ゴルフ場・スキー場・キャンプ場などの行楽（レジャー）・サービス業および別荘経営などの不動産事業が成功し、現在では非運輸業の売り上げが多数を占め、総合レジャー企業の色合いが濃くなっている。
グループ全体の売上高は526億1,200万円。CIは丸の中に運輸・観光・流通・不動産・土木建築・情報のグループ各部門を表す6本の曲線を入れたグループの限りない飛躍と発展を象徴する富士山を模した白抜きのイメージとした1969年制定の2代目社章の後、2004年以降は元々富士急ハイランドのマークであった赤色の富士山に白抜きの「Q」のデザインをグループのシンボルマークとしていた。2024年9月からは2026年の創業100周年に向けて日本デザインセンターのデザインによる富士山の背景の空や湖水を表す群青を基調色として富士山を表す山型・下部に富士五湖の湖面のゆらぎや水面に反射する富士山を表す波模様をあしらったシンボルマークを制定し、使用を開始した。
富士急ハイランドはコアターゲットである関東地方に照準を定めて独創的な広告展開をしており、東京近辺では「富士急」は「富士急ハイランド」の略称として認知されていることが多い。
富士急の前身である富士山麓電気鉄道創業以来、いわゆる甲州財閥の堀内良平自身とその子孫が4代に亘ってオーナー社長を務めており、現社長を除き保守系国会議員でもあった。富士急が筆頭株主であるテレビ山梨 (UTY) 開局に際してはその政治的影響が大きく、政商とみなされることもある。堀内一族は現在富士急株を約1割保有している。

2024年8月までの富士急グループロゴ（グループロゴ刷新後も富士急ハイランドで引き続き使用されている）

### グループ会社
公式サイト富士急グループ企業一覧による。

#### 運輸事業

##### 鉄道・索道
- 富士山麓電気鉄道株式会社 - 富士急行線、〜河口湖〜 富士山パノラマロープウェイを運行する
- 岳南電車株式会社 - 岳南鉄道線を運行する
  - 表富士観光株式会社 - 岳南鉄道の連結子会社
    - 大富士ゴルフ場 - 岳南鉄道が開発したゴルフ場
- 身延登山鉄道株式会社 - 身延山ロープウェイを運行する
- 十国峠株式会社 - 十国峠ケーブルカーを運行する

##### バス
バス事業（特に路線バス）に関しては分社化を進め、地域子会社における運行が中心となっている。
バス事業者
- 富士急モビリティ株式会社 - 静岡県御殿場地域で貸切バス、高速バス、乗合バス事業を行う
- 富士急バス株式会社 - 山梨県で貸切バス、高速バス、乗合バス事業を行う
- 富士急静岡バス株式会社 - 静岡県富士富士宮地域で貸切バス、高速バス、乗合バス事業を行う
- 富士急湘南バス株式会社 - 神奈川県西湘地域で貸切バス、高速バス、乗合バス事業を行う
- 富士急シティバス株式会社 - 静岡県沼津三島地域で貸切バス、高速バス、乗合バス事業を行う
- 株式会社フジエクスプレス - 東京都区内・神奈川県横浜市で貸切バス、高速バス、乗合バス事業を行う

バス関連事業
- 富士急トラベル株式会社 - 旅行代理店。バスツアー企画催行
- 株式会社レゾナント・システムズ - バス機器メーカー

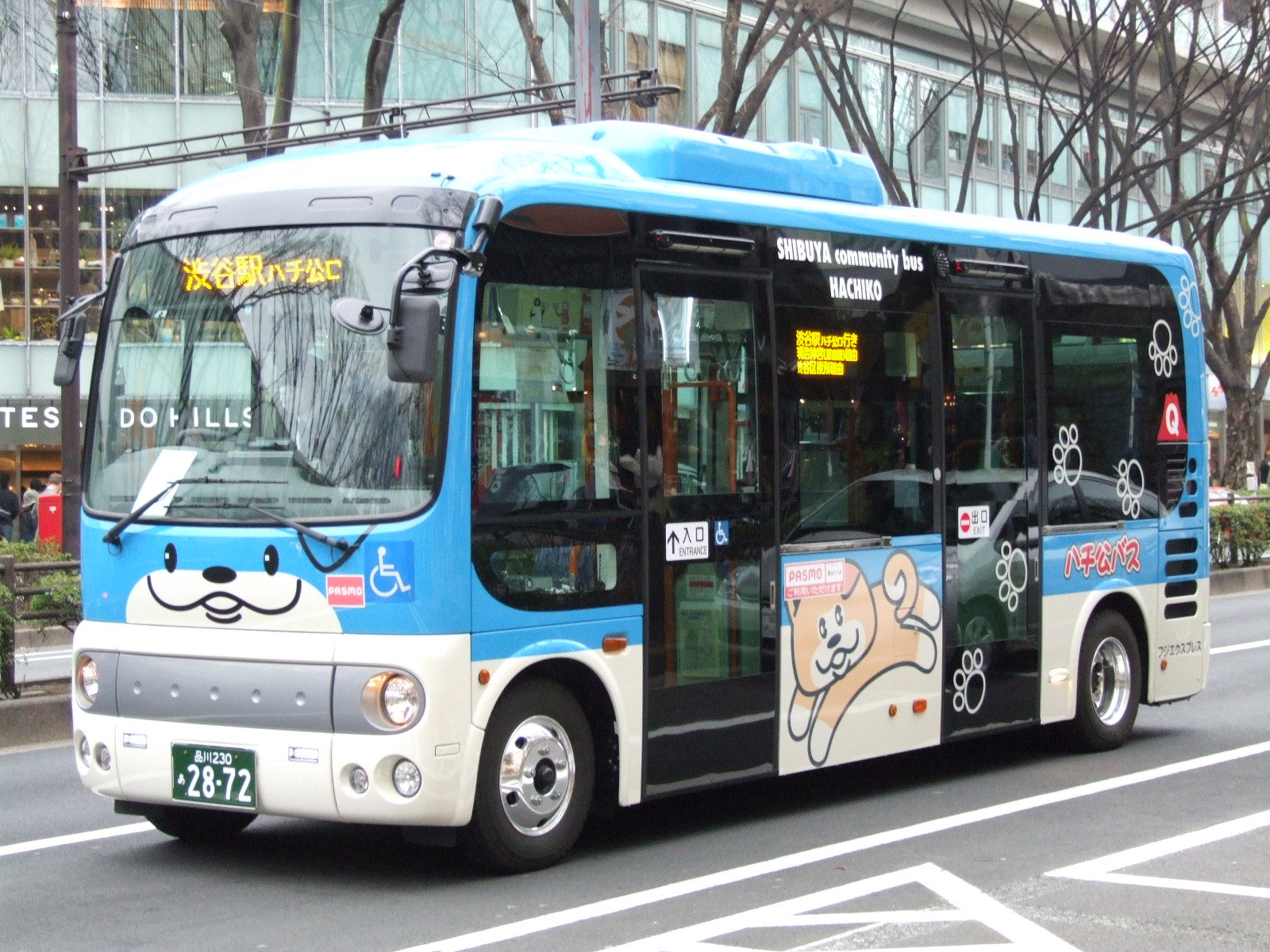
フジエクスプレスが受託していた渋谷区コミュニティバス「ハチ公バス」※2021年10月以降東急トランセに路線移管
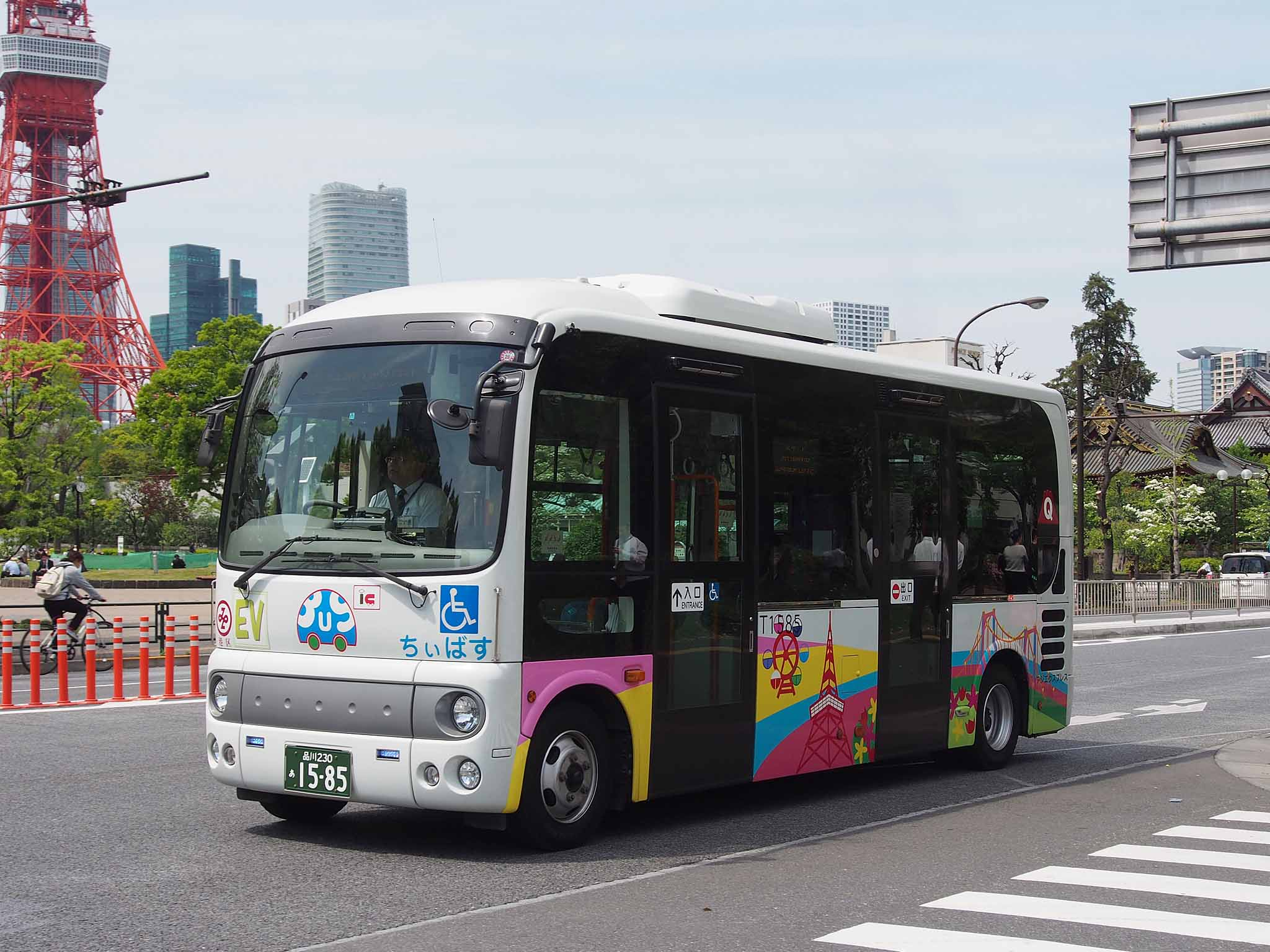
フジエクスプレスが受託する港区コミュニティバスちぃばすの電気バス
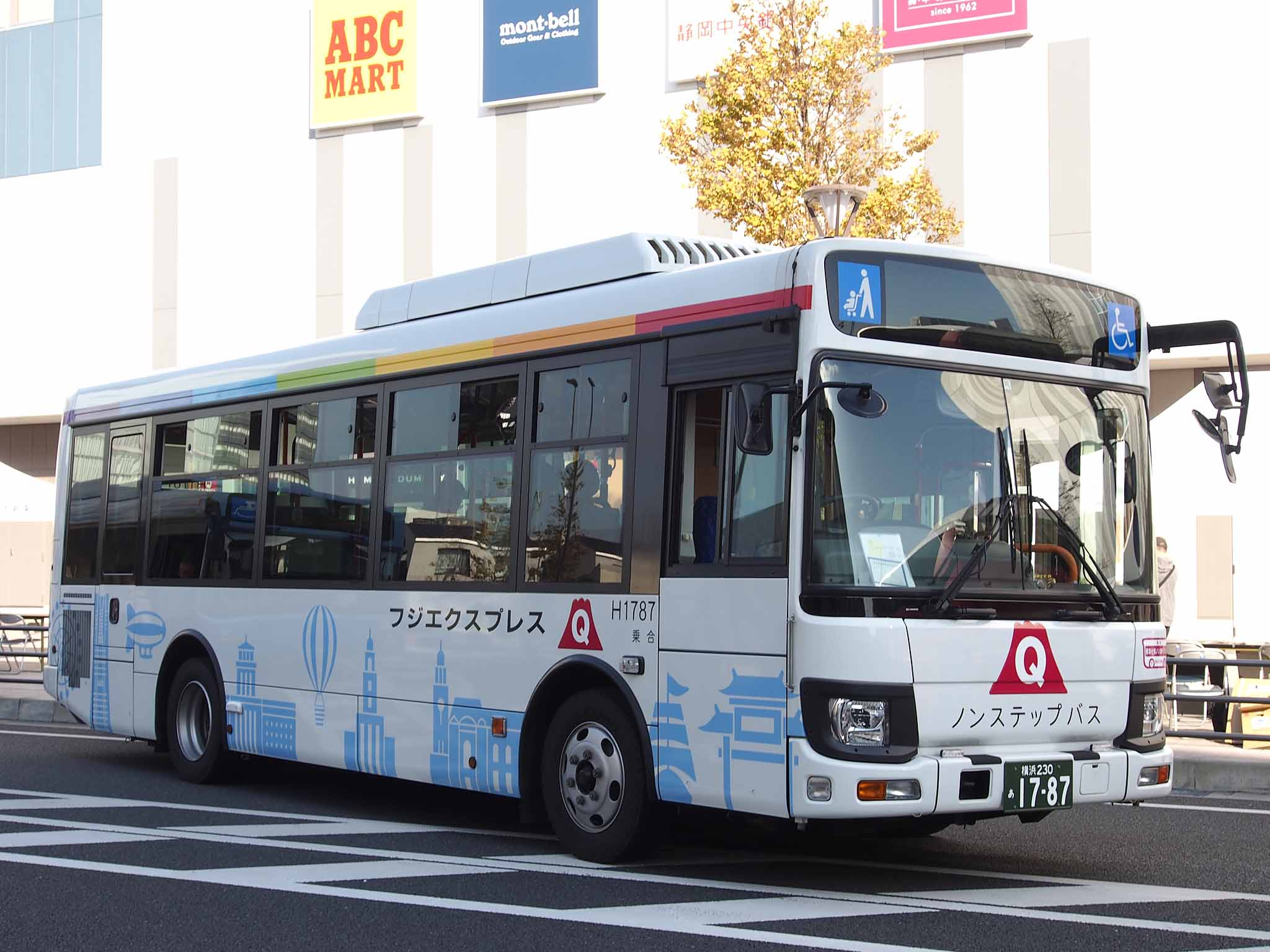
フジエクスプレス「横浜タウンバス」専用車両

##### タクシー・自動車整備
富士急グループのタクシー会社が、山梨県の富士急行沿線周辺および静岡県東部でタクシー・ハイヤー事業を展開している。
- 富士急山梨ハイヤー株式会社 - 山梨県東部、富士北麓エリアでタクシー事業を行う
- 富士急静岡タクシー株式会社 - 沼津市、三島市、御殿場市、駿東郡でタクシー事業を行う
- 石川タクシー富士株式会社 - 富士市でタクシー事業を行う
- 甲州タクシー株式会社 - 甲州市（塩山・勝沼）、山梨市でタクシー事業を行う
- 富士急オートサービス株式会社 - 自動車整備事業を行う

##### 船舶・遊覧船
- 株式会社富士急マリンリゾート - 初島航路（熱海港 - 初島）の運航、「熱海シーサイド・スパ&リゾート」の運営を行う
- 富士五湖汽船株式会社 - 河口湖・本栖湖で遊覧船を運航する
- 富士汽船株式会社 - 山中湖で遊覧船を運航する
- 箱根遊船株式会社 - 芦ノ湖で遊覧船を運行している。

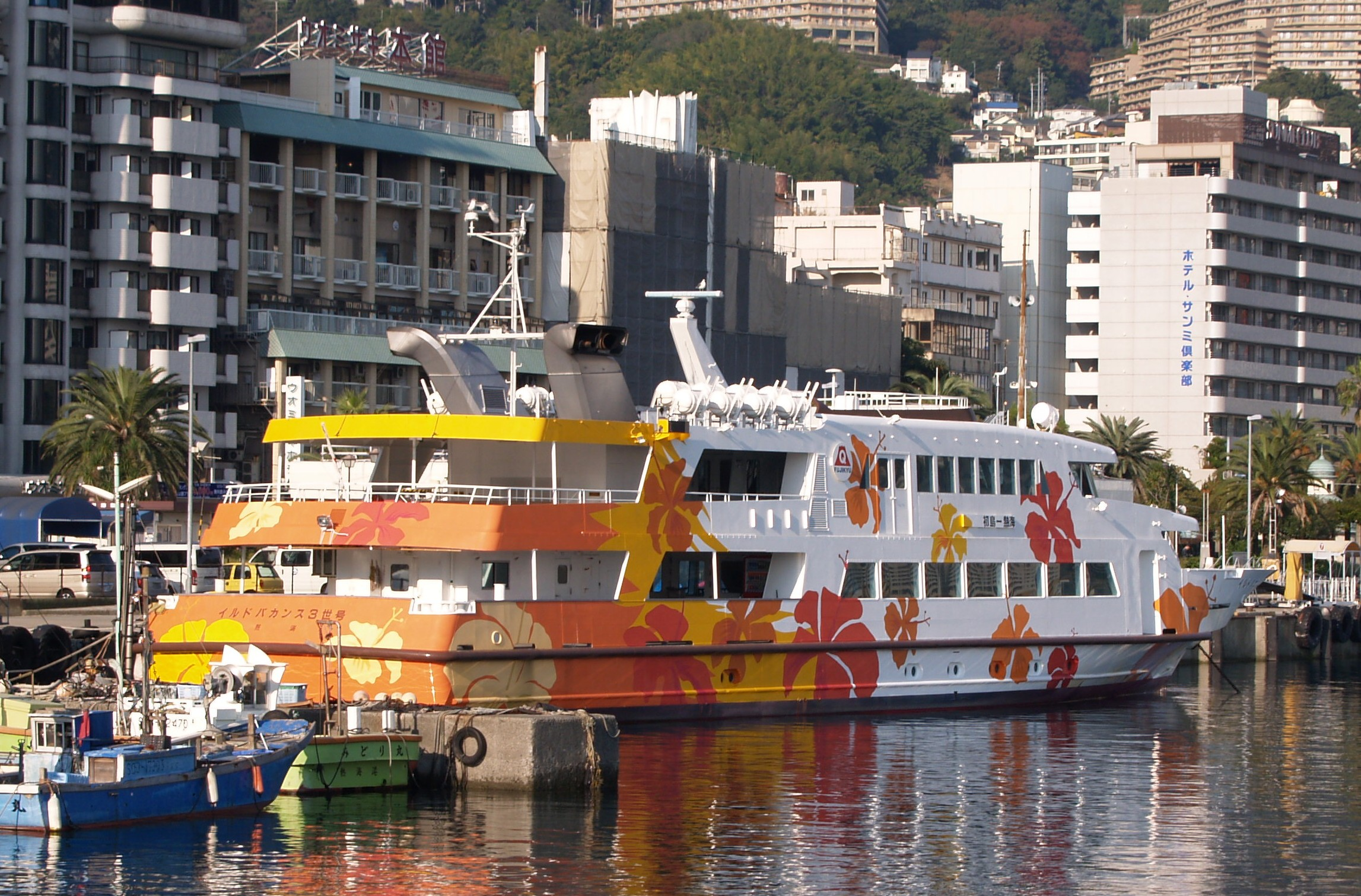
初島航路に就航しているイルドバカンス3世号（富士急マリンリゾート）
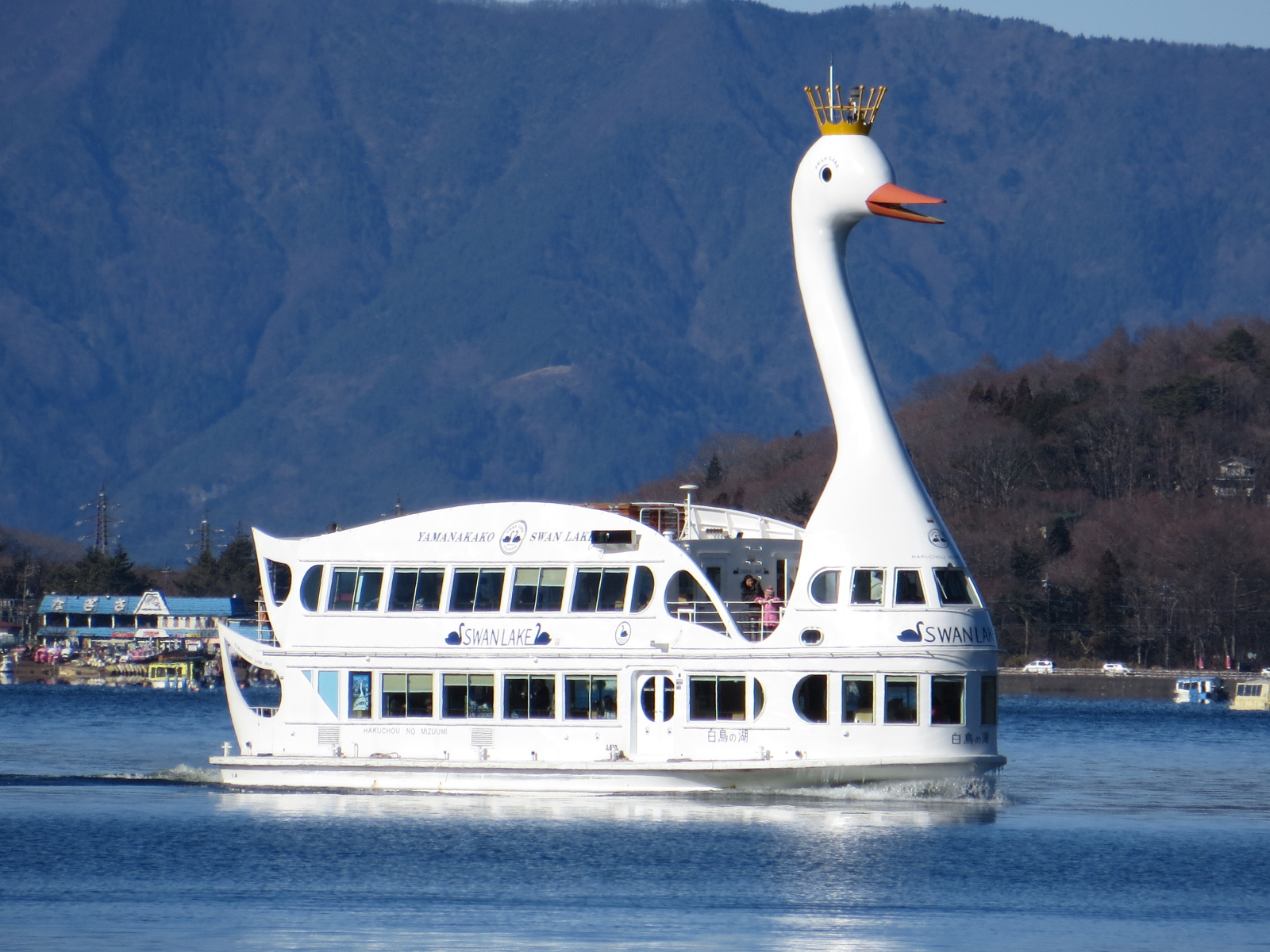
富士汽船が運行する山中湖遊覧船
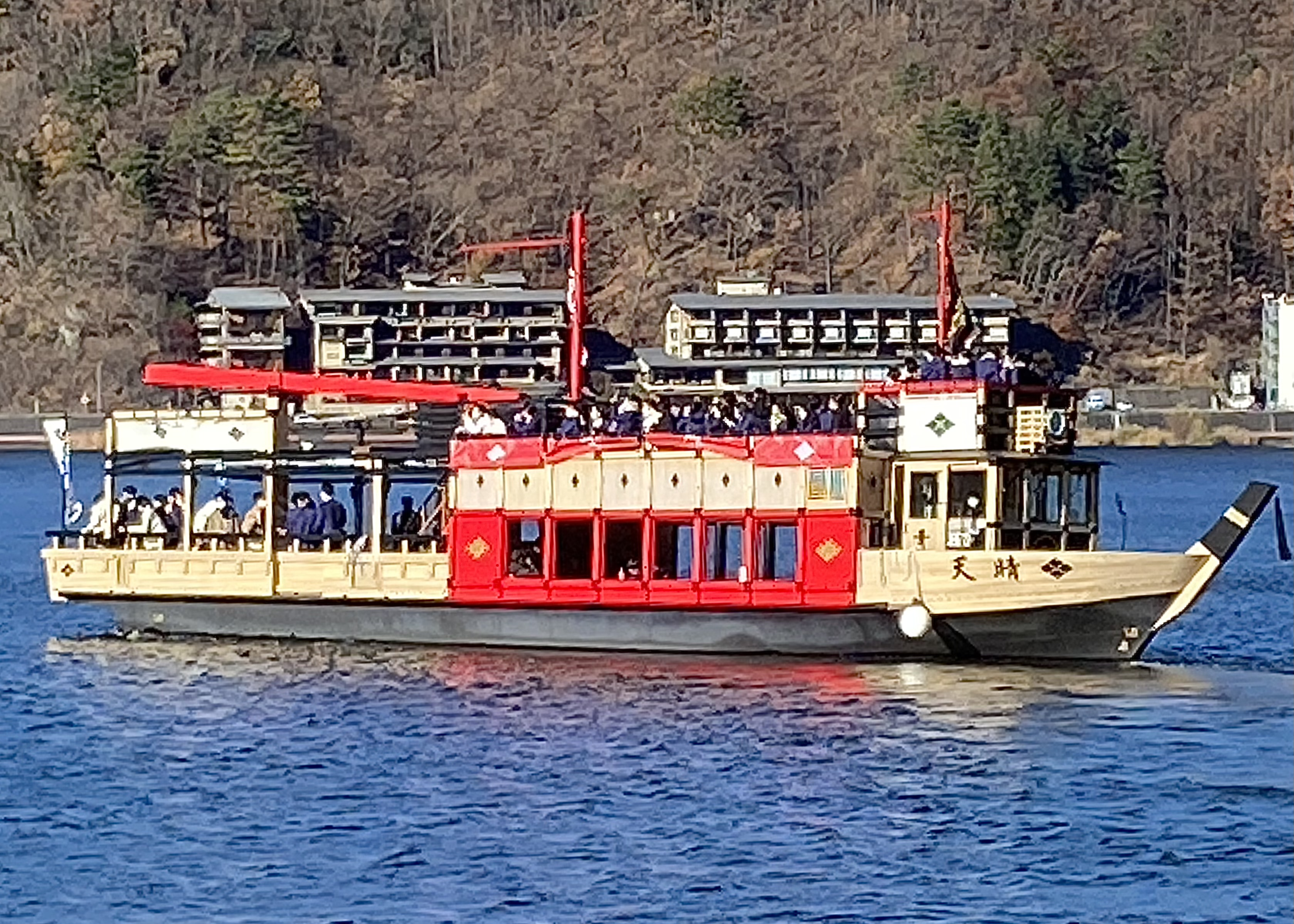
武田水軍をモチーフにした河口湖遊覧船「天晴」（富士五湖汽船）

#### 観光事業

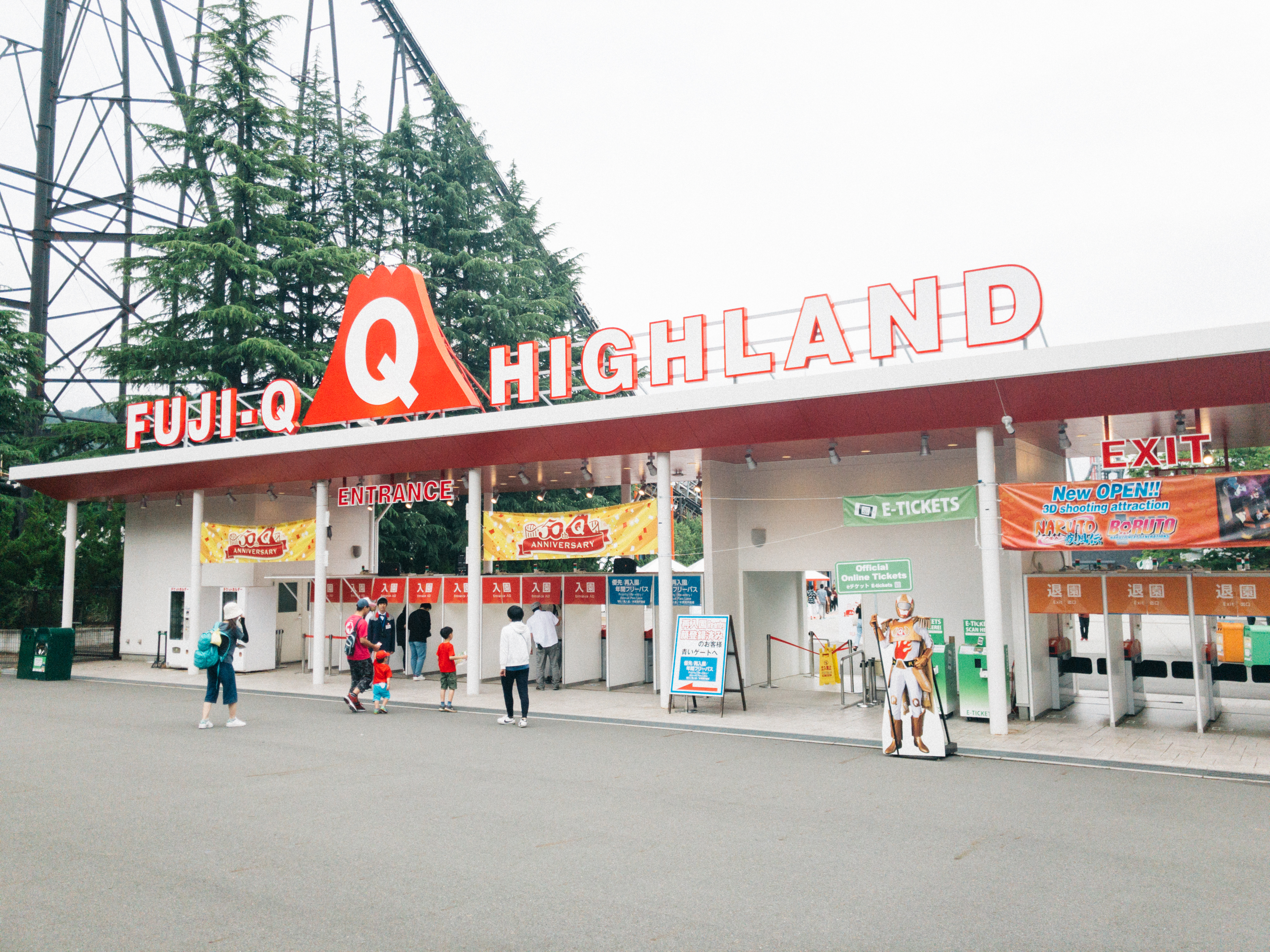
旗艦事業となっている遊園地富士急ハイランド

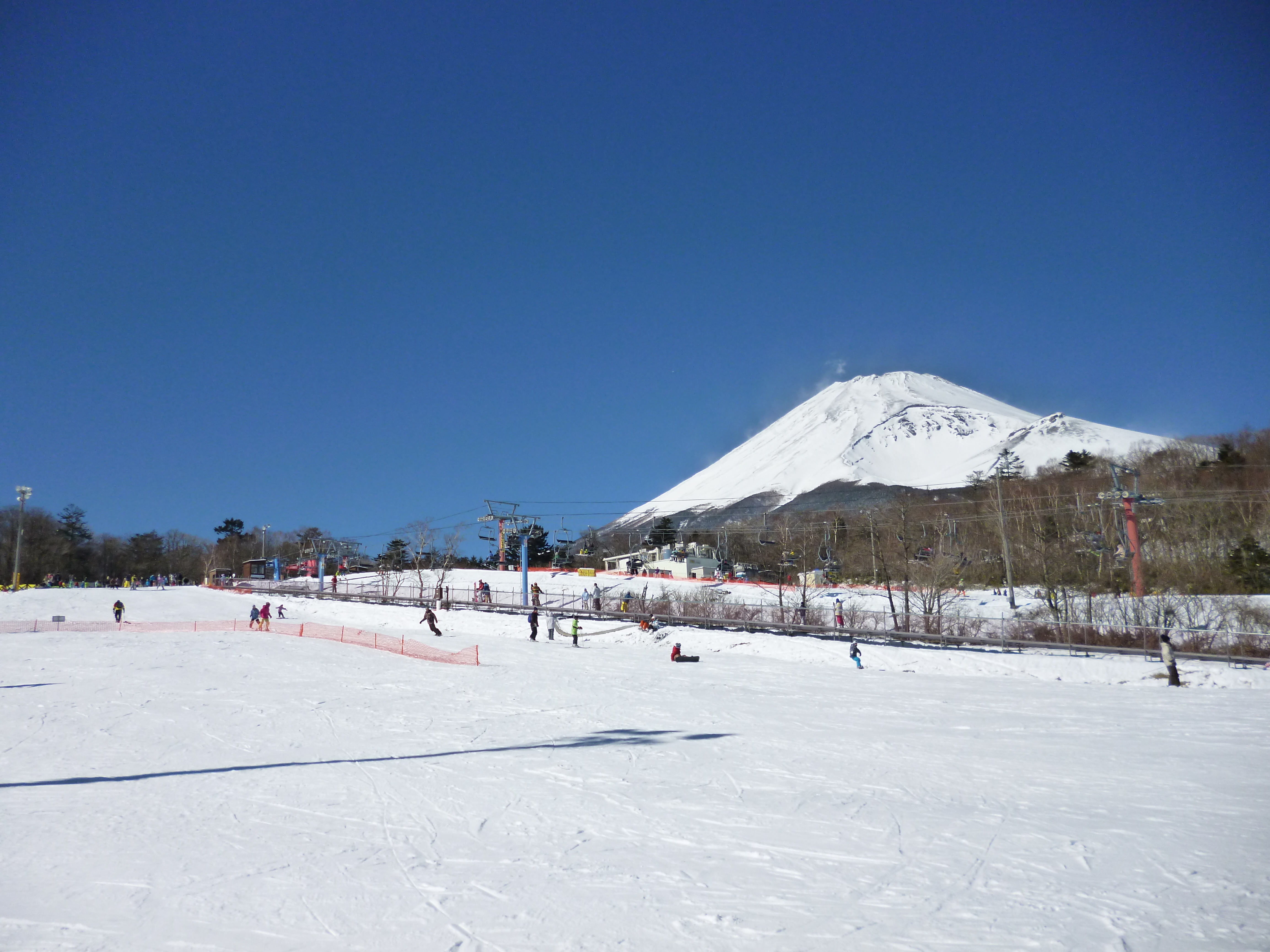
スノータウンYeti

富士急ハイランドをはじめ、富士山エリアを中心に観光・レジャー事業を幅広く展開し、富士急行の主力事業となっている。
- 株式会社富士急ハイランド
  - 富士急ハイランド
    - コニファーフォレスト

  - 富士急雲上閣[31]（富士山五合目の観光施設）
- 相模湖リゾート株式会社
  - さがみ湖MORI MORI
  - さがみ湖温泉 うるり
- ハイランドリゾート株式会社
  - ハイランドリゾートホテル&スパ
  - ホテルマウント富士
  - 富士ゴルフコース
- 株式会社ホテル富士急
  - 富士宮富士急ホテル
  - 富士山ステーションホテル
  - キャビン&ラウンジ ハイランドステーションイン
- 株式会社ピカ - 2019年、同グループの株式会社フジヤマリゾートを合併[32]
  - PICA富士吉田
  - PICA富士西湖（旧称・富士西湖パラマウントパーク[33]）
  - PICA山中湖
  - PICA Fuijiyama
  - PICA秩父 - 秩父ミューズパーク スポーツの森の運営
  - PICA富士ぐりんぱ - 旧称・キャンピカ富士ぐりんぱ
  - PICA八ヶ岳明野 - 旧称・キャンピカ明野ふれあいの里（北杜市家族健康旅行村明野ふれあいの里 指定管理事業）
  - PICA表富士（表富士グリーンキャンプ場）
  - PICA初島
  - PICAさがみ湖 - 旧称「パディントン ベア キャンプグラウンド」
  - 忍野 しのびの里
  - アドベンチャーアイランドVOTAN
  - 初島アドベンチャー「SARUTOBI」
  - ふじやま温泉
  - ふじやま屋 - 富士山駅店とオンラインショップを運営
  - Gateway Fujiyama - 河口湖駅、富士山駅内駅ビル「Q-STA」、富士急ハイランド高速バス停留所にて運営している飲食店および土産物店
  - 森の駅　旭日丘
  - 森の駅　富士山
  - ぐりんぱ
  - スノーパークYeti
  - 南富士エバーグリーンライン
  - 頑固市場 海老名店 東名海老名SA
  - 頑固市場 富士川店 東名富士川SA
  - 新東名駿河湾沼津SA ソラノテラス
  - リサとガスパールタウンショップ - 富士急ハイランドに隣接する「リサとガスパール タウン」内に設置
  - WILD COOKING GARDEN
  - FUJIYAMA KITCHEN
  - Hammock Cafe
  - FUJIYAMA GARDEN WORKS
  - 下吉田倶楽部
  - 富士本栖湖リゾート（富士芝桜まつりや、英国式庭園「ピーターラビットイングリッシュガーデン等[34]）
    - CNNの選ぶ日本の美しい風景31選に選出されている[35][36]。
- 富士急安達太良観光株式会社
  - あだたら高原スキー場
- 富士観光興業株式会社
  - 富岳風穴
  - 鳴沢氷穴

#### 流通・サービス
- 株式会社富士急百貨店
- 富士ミネラルウォーター株式会社
- 富士急建設株式会社
- 株式会社富士急ビジネスサポート
- 株式会社富士急アカウンティングサービス
- 株式会社ケーブルテレビ富士
- ふじやまファーム株式会社

### その他の出資会社
そのほか、以下の会社に出資している。
- 株式会社テレビ山梨

## 地域活動・環境への取り組み
- 創業以来の社内ルールとして、同社の管理する土地の中で、「胸の高さで直径10センチ以上の木」を伐採する際は、必ず社長決裁となる[37][38][39]。土地の開拓にあたっては出来るだけ植え替え、どうしてもそれが不可能な場合は刈った本数と同数を植え替えることになっている（なお、植える際は部長決裁[38]）。また、別荘地で分譲地を購入したオーナーにも、建築時に刈った本数と同数を植えるよう依頼しているため、他社の分譲地より費用が嵩むことになるという[37]。駐車場などの造成の際も、大樹を守るために費用が嵩んだとしても迂回するなど、自然保護を優先している。
  - これらの取り組みは、同社の運営する富士ゴルフコースは90年前まで溶岩野原で木が全く生えていなかった所に膨大な土と数千本の木を入れ[37]、富士急ハイランドに関してはダンプカー数千台分の土とアカマツやつつじなどの植物を2万本以上植樹したことで現在のような緑豊かな土地を造成できた[38]、という苦労からくるものであるという。
- 同社の主力事業である観光バスの環境負荷を軽減するため、1974年から低公害化バスの開発をメーカーに依頼していたが、富士山麓の観光は長距離・急勾配がつきものであり技術的に実現できなかった[37]。1995年にCNGバスがそれらの条件を克服すると、従来のバスよりコスト高であったもののいち早く導入し、「エバーグリーンシャトル」と命名。国立公園内唯一の導入事例となった（当時）[40]。その後、2005年にはディーセルエンジンとモーターを組み合わせた低公害ハイブリッドバスを導入。2020年にはBYD社の大型電気バスK93台を山梨県内で初めて導入する[41][42]など、環境負荷の低いバスを随時導入している。現在、富士急G全体でCNGバス34台、ハイブリッドバス40台を保有しており、民間企業としてはトップクラスの保有台数となっている[40]。
  - 2023年4月に同社は、国内で商用EVを開発するEVモーターズ・ジャパンの大型・小型電気自動車バス車両を富士急バス、富士急湘南バス、富士急シティバス、富士急モビリティの4社で計6台導入した[43][44]。同バスは世界最高クラスの低消費電力システムを搭載し、1回の充電で長距離走行が可能。航続距離は大型EV路線バスが280km、小型EV路線バスが290kmとなっている。また、二酸化炭素等排出ゼロで、走行騒音も大幅に抑制。地球環境に配慮されたバスとなっているほか、車いすの人が利用しやすいスロープ付きの「ノンステップバス」で、車内にコンセントやUSB端子も備える[45]。尚、EV路線バスの導入は東日本では初の事例となる[46]。
- 同社が南富士で運営・管理する南富士エバーグリーンラインでは、2009年より全国の有料道路で初めて低公害車を対象に通行料を4割引きにする施策を行った[38][40]。
- 富士山の登山鉄道として、1960年代に地下ケーブルカーを企画していたが、自然環境への負荷を危惧し自ら取り下げている[39]。
- 創立45周年を迎えた1966年以降、「富士山美化活動」として新入社員は富士山の清掃登山を行っている[37][40]。75周年時には、山頂にバイオトイレを設置するために杉チップを頂上まで運搬した。
- 創立65周年を記念して「富士急自然の森林」を富士山麓に造成。若手社員を中心にした下草刈りや植栽を実施している[38][40]。
- 富士ミネラルウォーターは、元来リターナブル瓶を活用しておりプラスチック使用量削減につとめているが、近年は非常用保存水において環境負荷を低減するためにいち早くラベルレスウォーターを導入した[47]。また、2021年7月には紙パック製品を発売し[48]、同製品によりプラステック使用量を75%削減した[49]。
- 2019年12月、新倉山浅間公園の桜の樹勢の衰えを受け富士吉田市が寄付を募ったところ、同社が100万円の寄付を行った[50]。
- 2020年4月、新型コロナウイルスの感染拡大に伴う医療現場の医療用防護服の不足を受け、同社は富士急ハイランドのアトラクションであるナガシマスカなどで使用している雨具（ポンチョ）を富士吉田市と同市立病院に1,200枚[51]、山梨大学医学部附属病院に2,100着寄贈した[52]。また、同月には健康科学大学に対しマスクの寄贈も行っている[53]。
- 2021年6月、環境保護への取り組みとして、同年7月からトーマスランド内で使われているプラスチック製の食器やカトラリーをFSC認証を受けた木材製の物に全量置き換えることを発表した。この取り組みにより、年間約4.5トンのプラスチックを削減、CO2排出量の換算で約21.5トンの削減が可能となった[54]。この取り組みは、小泉環境大臣が記者会見においても触れるなど、脱プラのモデルケースの一つとなっている[55]。
- 2021年8月、富士河口湖町と災害時に同社が保有する電気バスを活用し避難所に電気供給を行うことなどを盛り込んだ災害時協定を締結した。協定内容には、風雪水害や富士山噴火などの災害時に避難所へ同社の電気バスを派遣し、電気を供給することや、同町内にある富士急バス本社を緊急的な避難所として活用することなどが明記されている[56]。
- 河口湖の富士山パノラマロープウェイにおいて販売している『もみじ型絵馬』は、富士山の森の間伐材を活用している。また、色付けは富士吉田市にある福祉介護施設『富士北麓ヨハネ支援センター』の利用者が行っており、地産地消の取り組みとなっている[57]。
- 北口本宮冨士浅間神社の権禰宜によると、同神社の大塚丘付近の隣接地で事業を営んでいた企業が倒産した際、同土地が売却される運びとなった。中国人が購入しようとしていたところを同社がそれを阻止する形で購入し、以降は例大祭など多客時に駐車場として無料で開放されている。権禰宜はこれらの富士急行の取り組みを「同社は志で、神社のために購入してくれた」と語っている[58]。

## スポーツ活動

### スケート部
1968年の創部以来、富士急スケート部は多くのオリンピック代表選手を輩出してきている、名実ともに日本を代表するスピードスケートチームである。全日本実業団では2005年まで17連覇。所属選手は1984年サラエボ五輪から2022年北京五輪まで11大会連続で五輪出場している。
活動拠点は富士吉田市にある屋外リンクの「セイコオーバル」。
在籍中または過去に在籍していた選手は以下の通り。
- 橋本聖子（サラエボ五輪・カルガリー五輪・アルベールビル五輪・リレハンメル五輪代表選手、日本スケート連盟会長、バンクーバー五輪日本選手団団長、2020年東京オリンピック・パラリンピック競技大会組織委員会会長）
- 戸田則子（カルガリー五輪・アルベールビル五輪代表選手）
- 深澤洋子（アルベールビル五輪代表選手）
- 岡崎朋美（リレハンメル五輪・長野五輪・ソルトレークシティ五輪・トリノ五輪・バンクーバー五輪代表選手）
- 田畑真紀（リレハンメル五輪・ソルトレークシティ五輪・トリノ五輪・バンクーバー五輪・ソチ五輪代表選手）
- 三宮恵利子（長野五輪・ソルトレークシティ五輪代表選手）
- 根本奈美（長野五輪・ソルトレークシティ五輪・トリノ五輪代表選手）
- 小原悠里（ソルトレークシティ五輪代表選手）
- 渡邊ゆかり（ソルトレークシティ五輪・トリノ五輪代表選手、現競輪選手）
- 石野枝里子（トリノ五輪代表選手）
- 大津広美（トリノ五輪代表選手）
- 菊池彩花（ソチ五輪・平昌五輪代表選手）
- 押切美沙紀（ソチ五輪・平昌五輪・北京五輪〈2022年冬〉代表選手）
- 菊池純礼（インスブルックユースオリンピック銅メダリスト・平昌五輪・北京五輪〈2022年冬〉代表選手）
- 堀川桃香（北京五輪〈2022年冬〉代表選手）※北京五輪の際は白樺学園高校

### カーリング部
2010年にカーリング部「チームフジヤマ」を結成。2015年9月に「チーム富士急」と改名。2023年現在休部状態。
成績
2018年
- 日本カーリング選手権大会で優勝。2018年世界女子カーリング選手権大会に出場し、10位。

2019年
- カーリング・ワールドカップ 第3節に日本代表として出場し、6位。

2021年
- 2021年どうぎんカーリングクラシックで優勝。

2020年 - 2021年シーズンメンバー
- 小谷有理沙（リード）
- 石垣真央（セカンド）
- 小谷優奈（サード）
- 小穴桃里（スキップ）
- 苫米地美智子（リザーブ）

過去に在籍した選手
- 石川洋子（2010 - 2012）
- 西室淳子（2010 - 2019）

## その他

### 山梨県との訴訟
富士急行は1926年から山中湖周辺の開発を始めたが、それから90年以上にわたり、山中湖畔の山梨県の県有地（約440ヘクタール）について賃貸借を行っている。富士急行では、元々山林だったこれらの土地を自社で別荘地として開発し、事業に利用していた。また一部の土地（約17ヘクタール）については、陸上自衛隊・北富士演習場の一部となっており、同社は土地を提供する代わりに国から演習場交付金を受け取る、ある種の「二重賃貸」状態となっていた。ただこの賃貸契約は、元々の山林としての土地価格を元に結ばれており、賃貸料が低額なままとなっていた。後藤斎知事時代の2017年に契約が更新されたものの、賃料は年額3億2530万円とされている。
これに対し、同じく2017年にある個人が山梨県と富士急行を相手取り、両者の契約は「賃料が安すぎるため違法・無効」であることの確認、また歴代の県知事と富士急行に適正賃料との差額を賠償することを求める住民訴訟が提起される。当初山梨県は「契約は適正である」として争う方針を示していたが、2019年に長崎幸太郎が県知事に就任すると、逆に「賃料が安すぎる」として富士急行と争う姿勢に転換する。県は「賃料は年額約20億円が適正」との第三者の鑑定結果を示し、富士急行に約93億円の損害賠償と不当利得の返還を求める訴訟を提起。一方で富士急行はそれに先立ち、賃貸借契約の有効性を確認する訴訟を提起し全面対決となった。背景には、富士急行の創業家である堀内一家（堀内光雄、堀内詔子等）と長崎との長年の政争があるとも指摘されている。
2022年12月、甲府地方裁判所は富士急行の主張を全面的に認め、賃貸借契約は有効であり損害賠償なども認められないとする一審判決を言い渡した。しかし県はこれを不服として東京高等裁判所に控訴した。2023年8月4日、東京高等裁判所は一審判決を支持し、県の控訴を棄却した。長崎は会見で「地裁判決と比較し県の主張も大幅に受け入れられた。司法の判断を尊重し、受け入れる」と、上告しない方針を説明した。

### テレビ番組
- 日経スペシャル カンブリア宮殿 観光新時代スペシャル！進化する富士山観光＆人気の安くて自由な旅（2018年7月19日、テレビ東京）- 富士急行 社長 堀内光一郎、旅籠屋 社長 甲斐真が出演[66]。